# Bảo tàng Mỹ thuật Boston
Bảo tàng Mỹ thuật Boston (tên tiếng Anh: Museum of Fine Arts, thường được viết tắt là MFA Boston hoặc MFA) là một bảo tàng nghệ thuật ở Boston, Massachusetts. Đây là bảo tàng nghệ thuật lớn nhất trên thế giới, tính theo diện tích phòng trưng bày công cộng. Bảo tàng lưu trữ 8.161 bức tranh và hơn 450.000 tác phẩm nghệ thuật, khiến nó trở thành một trong những bộ sưu tập toàn diện nhất ở châu Mỹ. Với hơn 1,2 triệu du khách mỗi năm, đây cũng là bảo tàng nghệ thuật được ghé thăm nhiều thứ 52 trên thế giới tính đến  năm 2019.
Được thành lập vào năm 1870 tại Quảng trường Copley, bảo tàng chuyển đến địa điểm Fenway hiện tại vào năm 1909. Bảo tàng  liên kết với Trường của Bảo tàng Mỹ thuật tại Tufts.

## Lịch sử

### 1870–1907

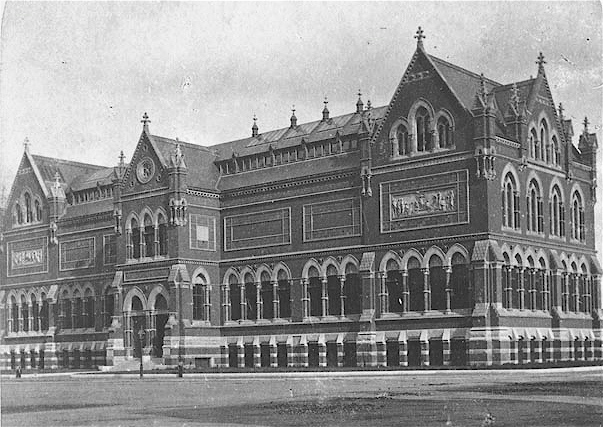
Tòa nhà Bảo tàng Mỹ thuật ban đầu ở Quảng trường Copley

Bảo tàng Mỹ thuật được thành lập vào năm 1870 và ban đầu nằm trên tầng cao nhất của câu lạc bộ văn học Boston. Hầu hết bộ sưu tập ban đầu đến từ Phòng trưng bày Nghệ thuật của Athenæum. Một nghệ sĩ địa phương là Francis Davis Millet đã có công trong việc thành lập trường nghệ thuật liên kết với bảo tàng, và bổ nhiệm Emil Otto Grundmann làm giám đốc đầu tiên.

### 1907–2008
Năm 1907, mở ra kế hoạch xây dựng một ngôi nhà mới cho bảo tàng trên Đại lộ Huntington trong khu phố Fenway – Kenmore của Boston, gần Bảo tàng Isabella Stewart Gardner mới mở. Những người được ủy thác đã thuê kiến trúc sư Guy Lowell để tạo ra một thiết kế cho một bảo tàng có thể được xây dựng theo từng giai đoạn, vì đã thu kinh phí cho từng giai đoạn. Hai năm sau, phần đầu tiên của thiết kế tân cổ điển của Lowell đã hoàn thành. Nó có một mặt tiền đá granit 500 foot (150 m) và một gian phòng lớn hình tròn. Bảo tàng chuyển đến địa điểm mới vào năm 1909.

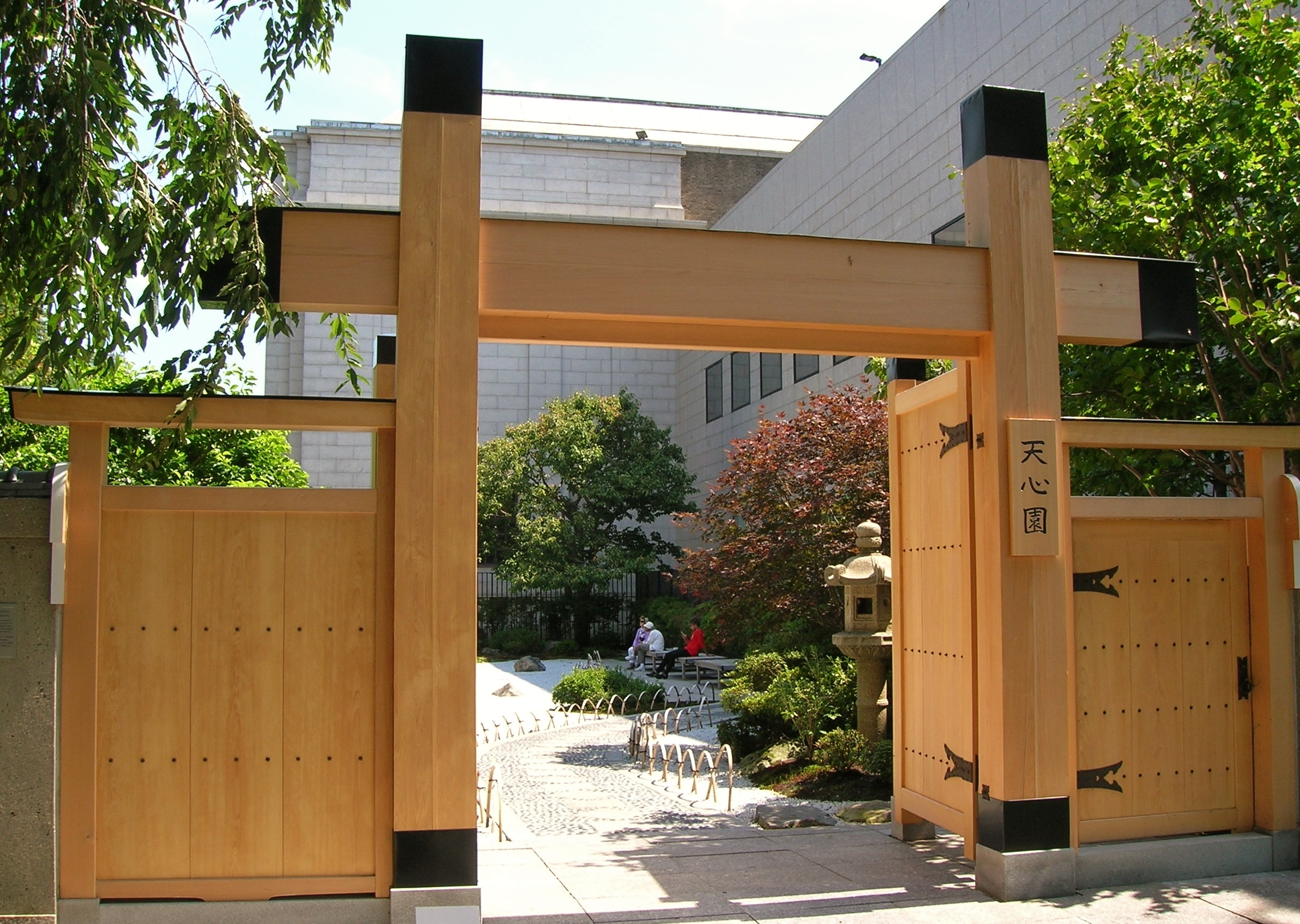
Tenshin-en, Vườn Nhật Bản

 Vườn Nhật Bản Tenshin-En do Kinsaku Nakane thiết kế mở cửa vào năm 1988, Sân vườn Norma Jean Calderwood và Sân thượng mở cửa năm 1997.

### 2008 – nay
Vào giữa những năm 2000, bảo tàng khởi động một nỗ lực lớn để cải tạo và mở rộng cơ sở vật chất. Trong một chiến dịch gây quỹ kéo dài bảy năm từ năm 2001 đến năm 2008 cho một bộ cánh mới, kinh tế và chi phí hoạt động, bảo tàng đã nhận về hơn 500 triệu đô la, ngoài ra còn thu thập thêm 160 triệu đô la tác phẩm nghệ thuật.
Ngày 12 tháng 3 năm 2020, bảo tàng thông báo rằng sẽ đóng cửa vô thời hạn do đại dịch COVID-19. Tất cả các sự kiện và chương trình công cộng bị hủy bỏ cho đến ngày 31 tháng 8 năm 2020. Bảo tàng mở cửa trở lại ngày 26 tháng 9 năm 2020.

## Bộ sưu tập

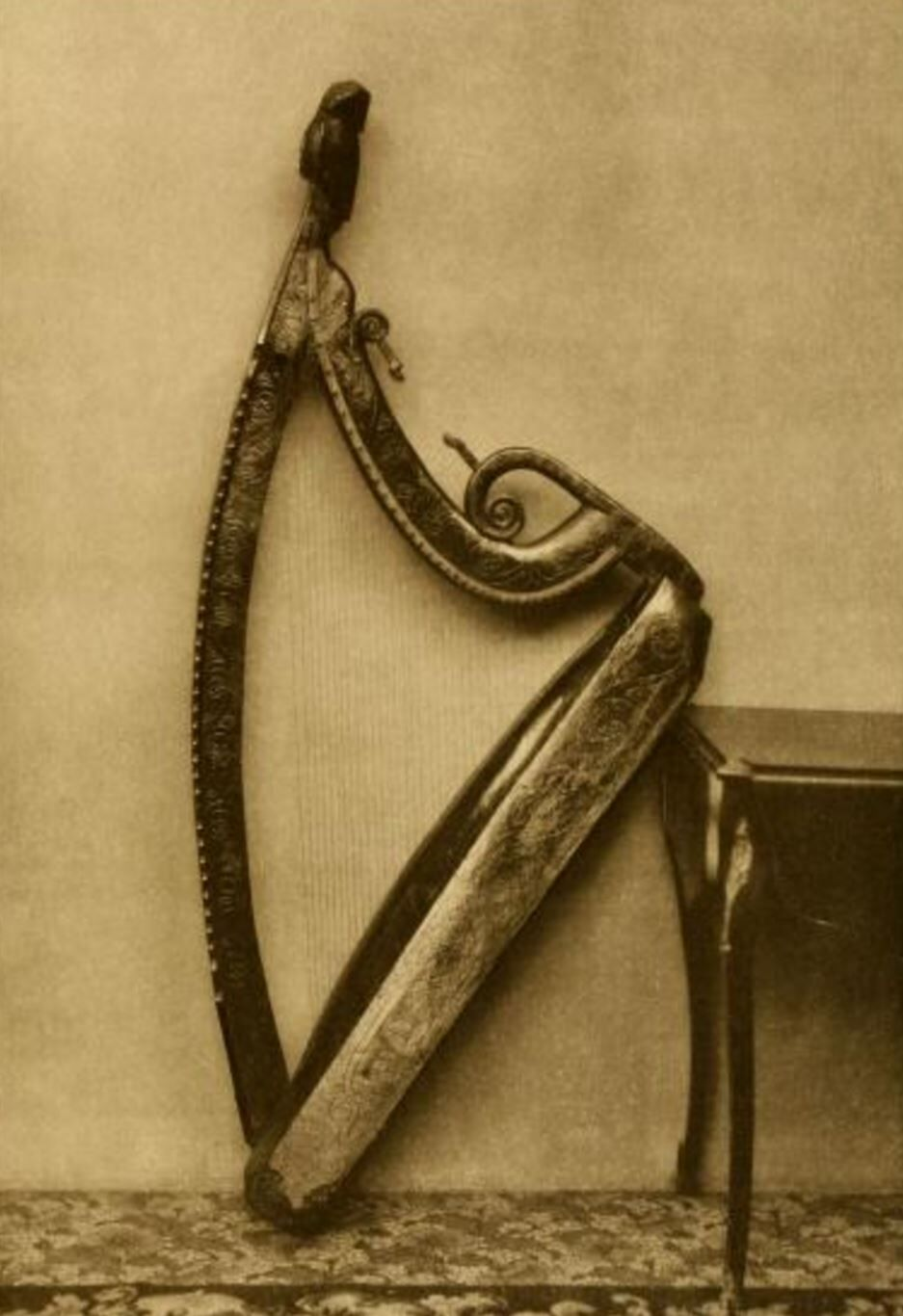
"Bunworth harp", một đàn hạc Celtic lớn được làm vào năm 1734, trưng bày trong bảo tàng.

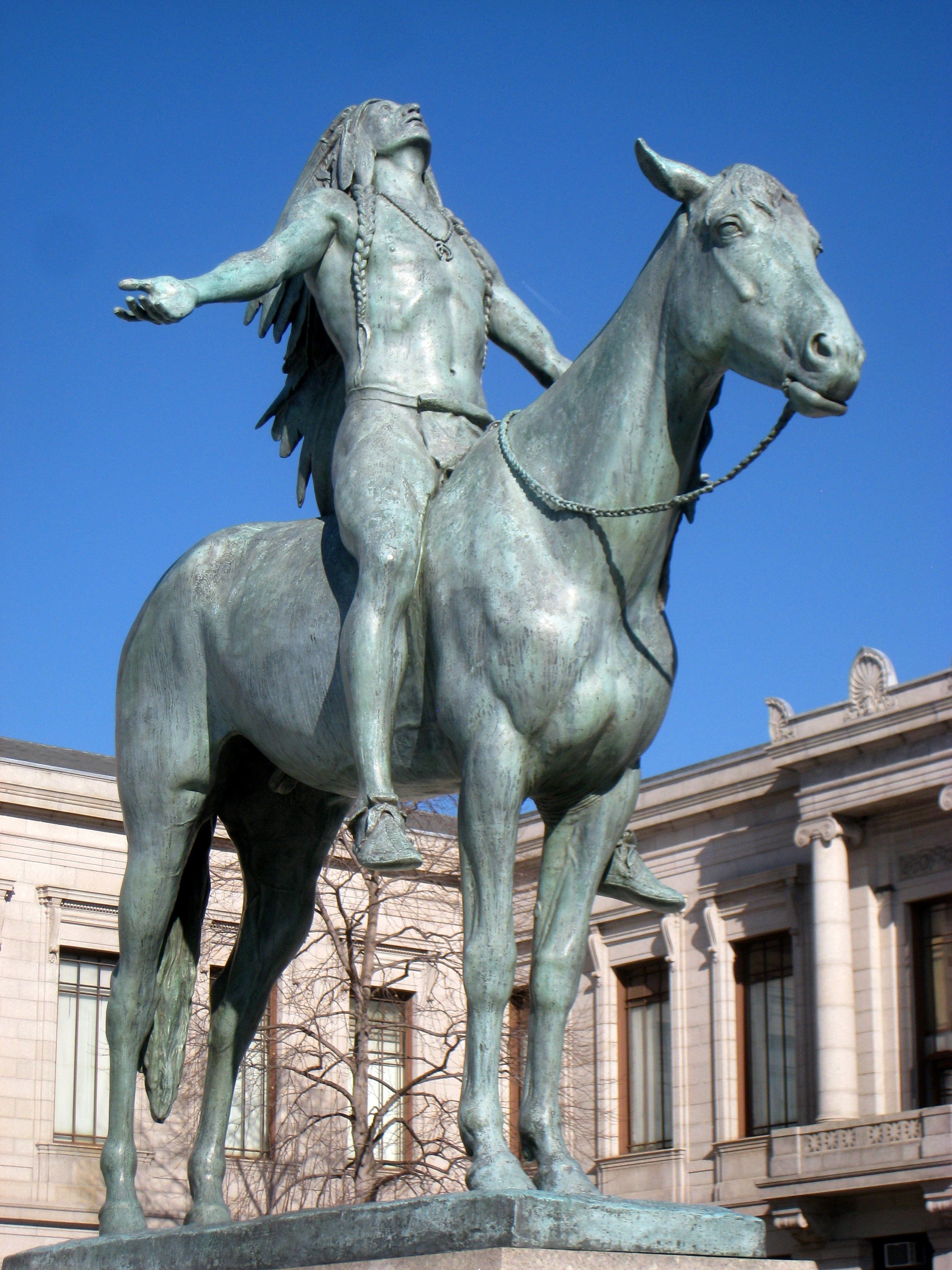
Appeal to the Great Spirit (1908) của Cyrus Dallin đứng bên ngoài lối vào chính của bảo tàng đối diện với Đại lộ Huntington.

Bảo tàng Mỹ thuật sở hữu những tư liệu từ nhiều phong trào nghệ thuật và nền văn hóa khác nhau. Bảo tàng cũng duy trì một cơ sở dữ liệu trực tuyến lớn với thông tin về hơn 346.000 tác phẩm trong bộ sưu tập, kèm theo các hình ảnh số hóa. Khách tham quan có thể truy cập miễn phí thông qua Internet.
Một số điểm nổi bật của bộ sưu tập bao gồm:
- Cổ vật Ai Cập cổ đại bao gồm các tác phẩm điêu khắc, quách và đồ trang sức
- Tranh trong thời kỳ Hoàng kim của Hà Lan, bao gồm 113 tác phẩm trưng bày vào năm 2017 bởi các nhà sưu tập Rose-Marie và Eijk van Otterloo và Susan và Matthew Weatherbie.[8] Món quà bao gồm các tác phẩm của 76 nghệ sĩ, cũng như Thư viện Haverkamp-Begemann, một bộ sưu tập hơn 20.000 cuốn sách, do van Otterloos quyên góp. Các nhà tài trợ cũng đang thành lập một trung tâm nghệ thuật Hà Lan chuyên dụng và viện nghiên cứu học thuật tại bảo tàng.[9]
- Trường phái ấn tượng Pháp và Trường phái hậu ấn tượng của các nghệ sĩ như Paul Gauguin, Édouard Manet, Pierre-Auguste Renoir, Edgar Degas, Claude Monet, Camille Pissarro, Vincent van Gogh và Paul Cézanne
- Nghệ thuật Mỹ thế kỷ 18 và 19, bao gồm nhiều tác phẩm của John Singleton Copley, Winslow Homer, John Singer Sargent và Gilbert Stuart
- Tranh Trung Quốc, thư pháp và nghệ thuật Trung Quốc
- Bộ sưu tập các tác phẩm nghệ thuật Nhật Bản dưới một mái nhà lớn nhất trên thế giới bên ngoài Nhật Bản
- Bộ sưu tập Hartley gồm gần 10.000 cuốn sách, bản in và bản vẽ minh họa của Anh từ cuối thế kỷ 19
- Bộ sưu tập Rothschild, bao gồm hơn 130 đồ vật từ chi nhánh Áo của gia tộc Rothschild do Bettina Burr và những người thừa kế khác tặng.[10]
- Bộ sưu tập Rockefeller về tác phẩm của người Mỹ bản địa[11]
- Linde Family Wing for Contemporary Art bao gồm các tác phẩm của Kathy Butterly, Mona Hatoum, Jenny Holzer, Karen LaMonte, Ken Price, Martin Puryear, Doris Salcedo, và Andy Warhol.[12]

### Nghệ thuật Nhật Bản

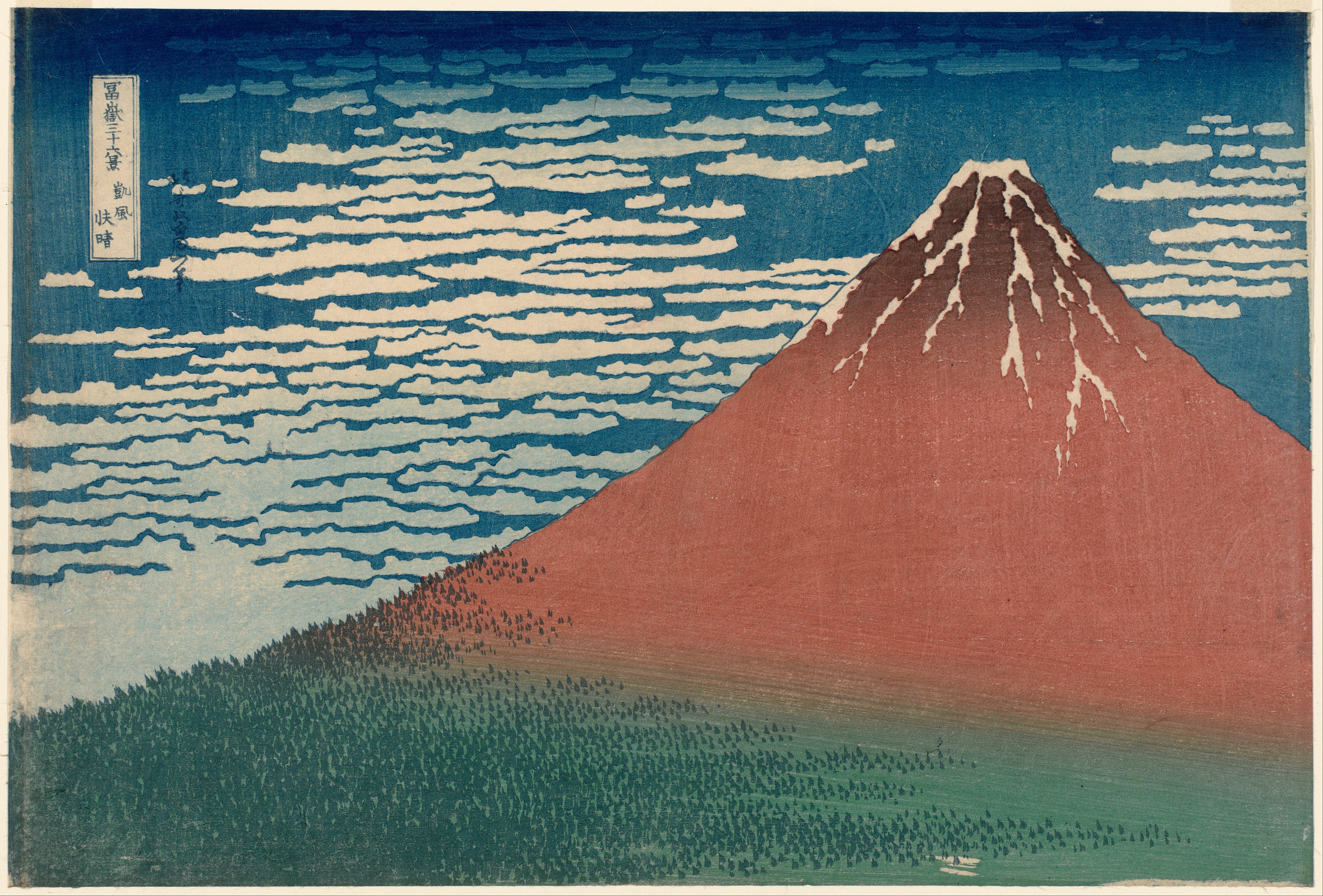
Red Fuji, từ loạt Ba mươi sáu cảnh núi Phú Sĩ của Hokusai, c. 1830-1832

Bộ sưu tập nghệ thuật Nhật Bản tại Bảo tàng Mỹ thuật là bộ sưu tập lớn nhất trên thế giới bên ngoài Nhật Bản. Anne Nishimura Morse, Giám đốc cấp cao về Nghệ thuật Nhật Bản của William và Helen Pounds, giám sát tổng số 100.000 mặt hàng bao gồm 4.000 bức tranh Nhật Bản, 5.000 mảnh gốm và hơn 30.000 bản in ukiyo-e.

## Các tác phẩm nổi bật trong bộ sưu tập
Trong số nhiều tác phẩm đáng chú ý, các ví dụ sau thuộc phạm vi công cộng và có sẵn ảnh:

### Châu Mỹ

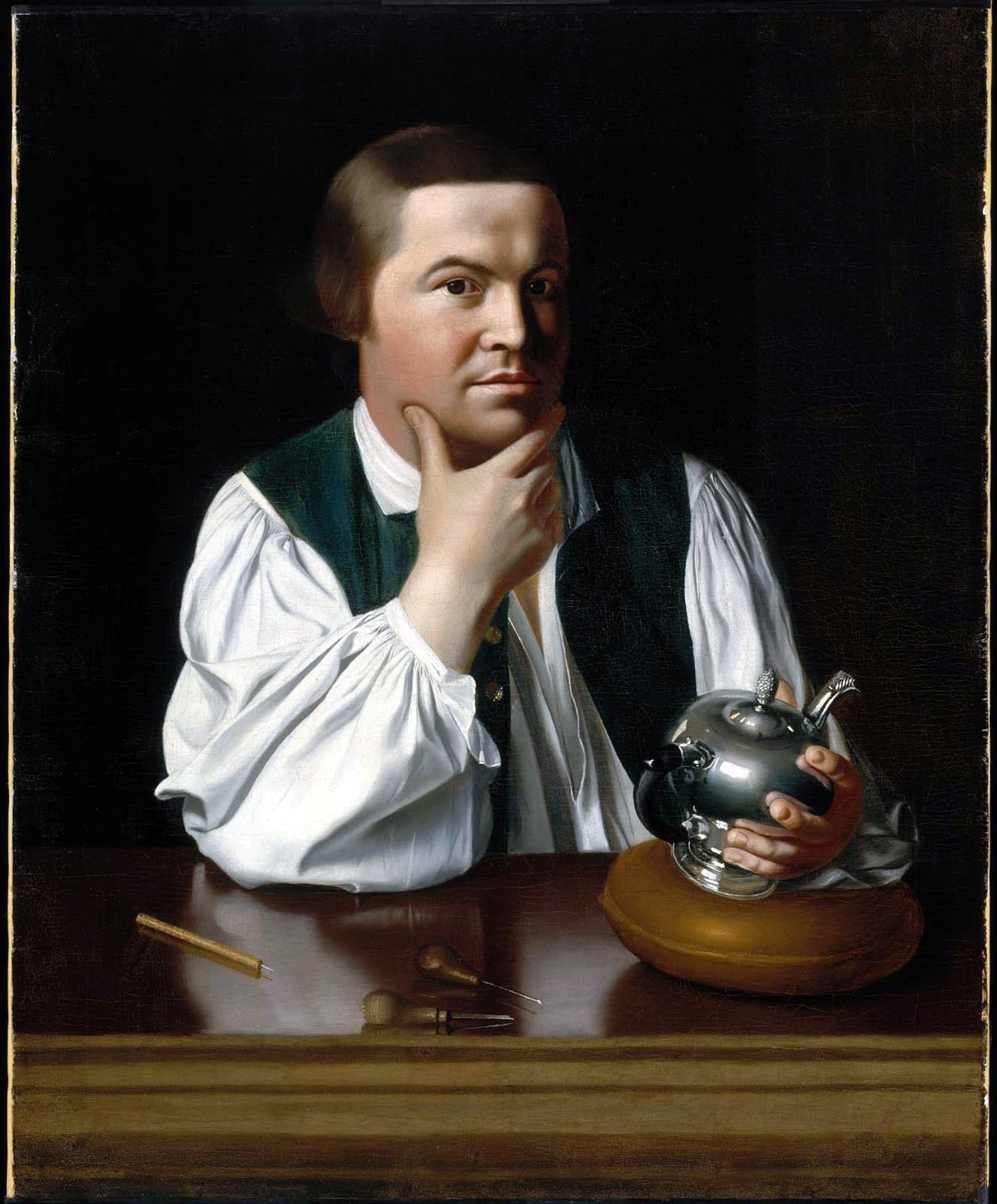
John Singleton Copley, Paul Revere, 1768
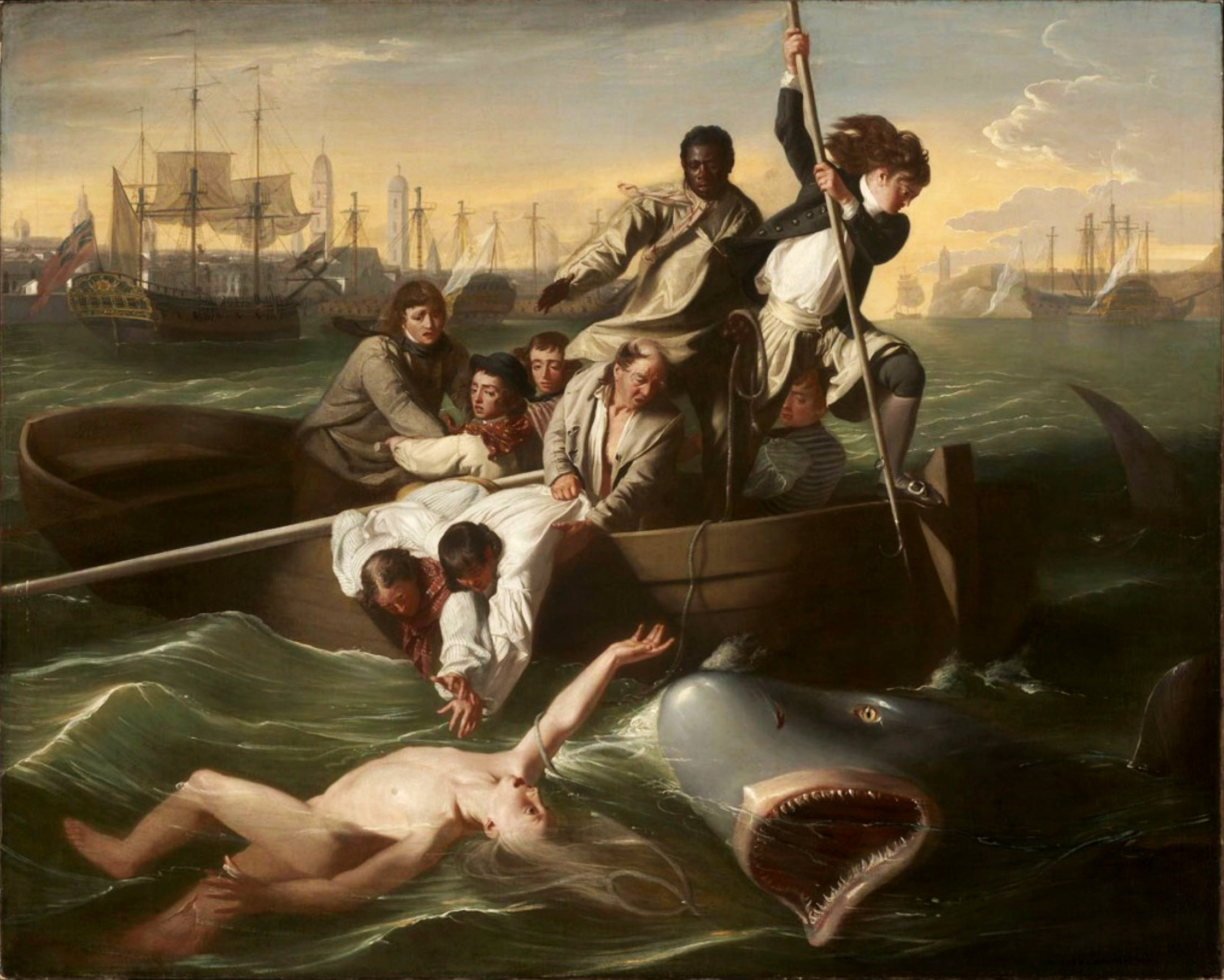
John Singleton Copley, Watson and the Shark, 1778
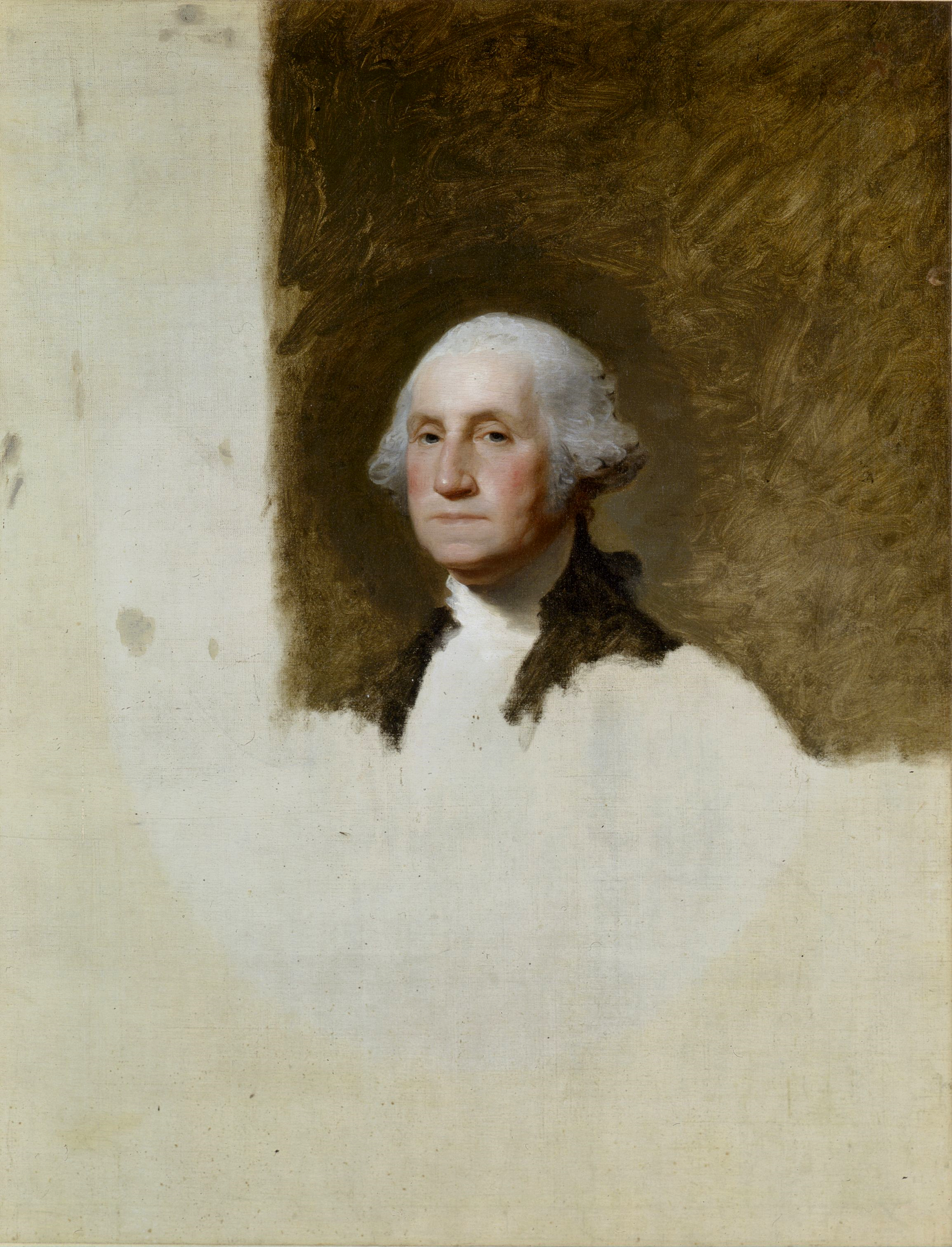
Gilbert Stuart, George Washington, 1796
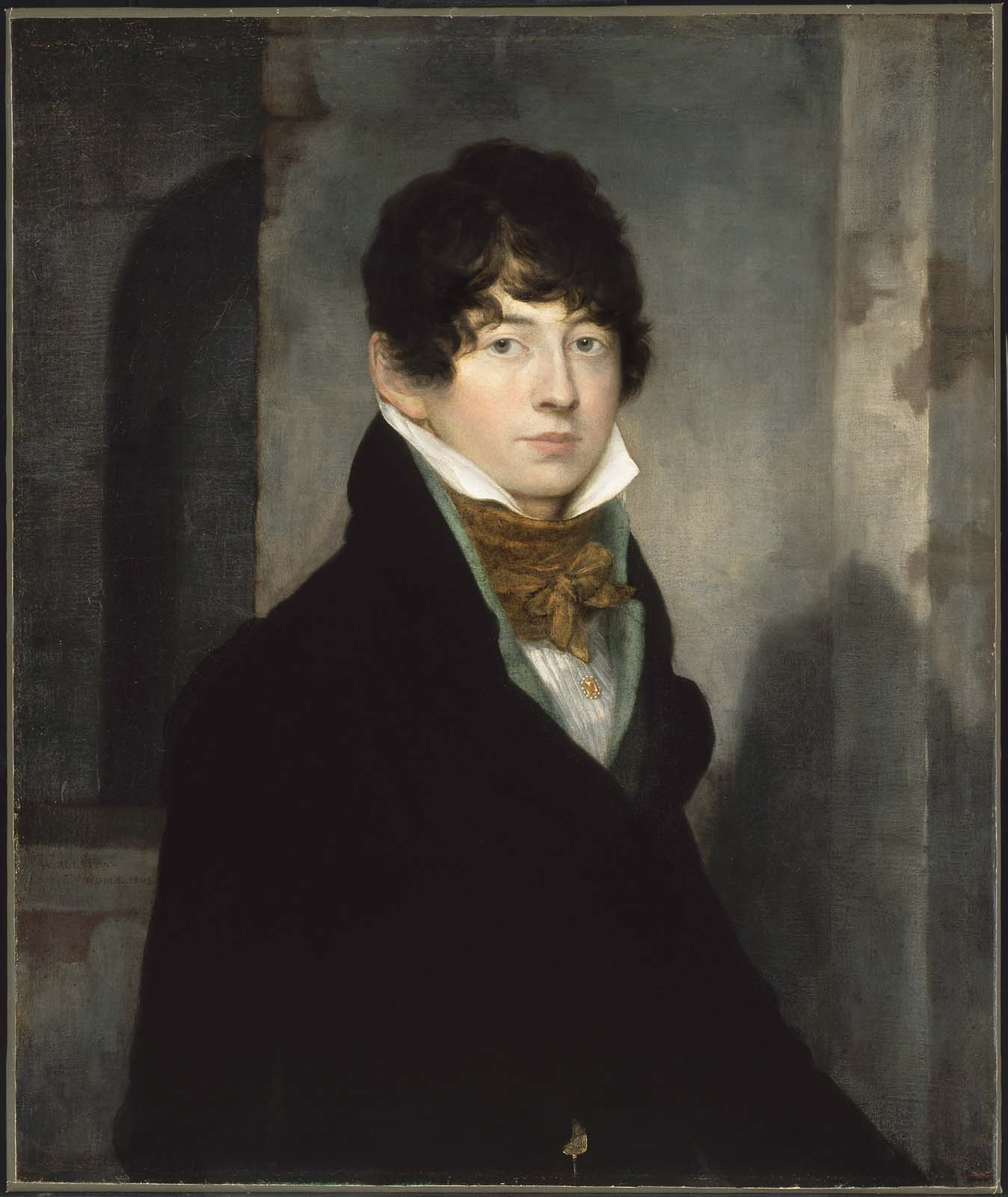
Washington Allston, Self-Portrait, 1805
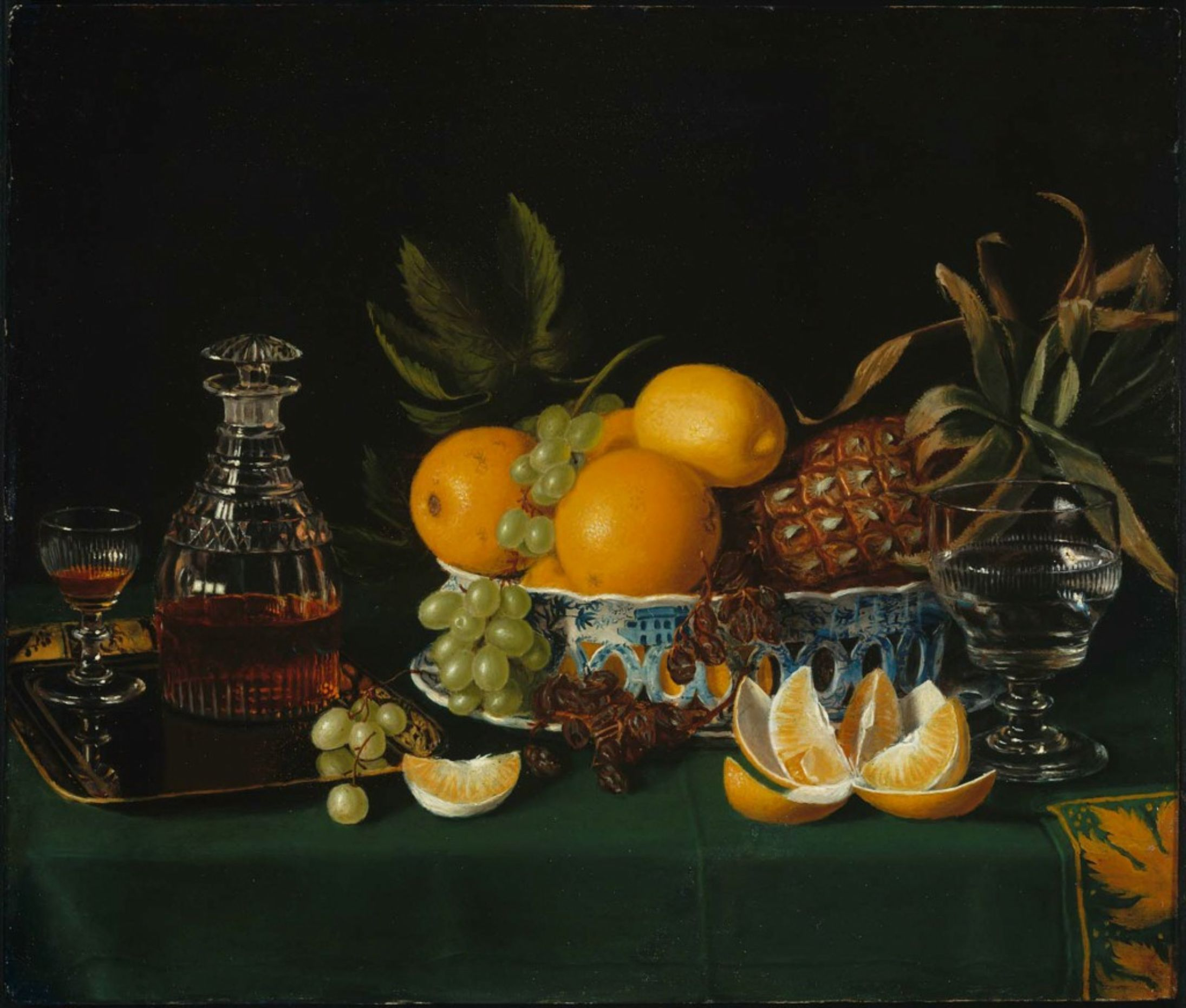
Charles Bird King, Still Life on a Green Table Cloth, 1815
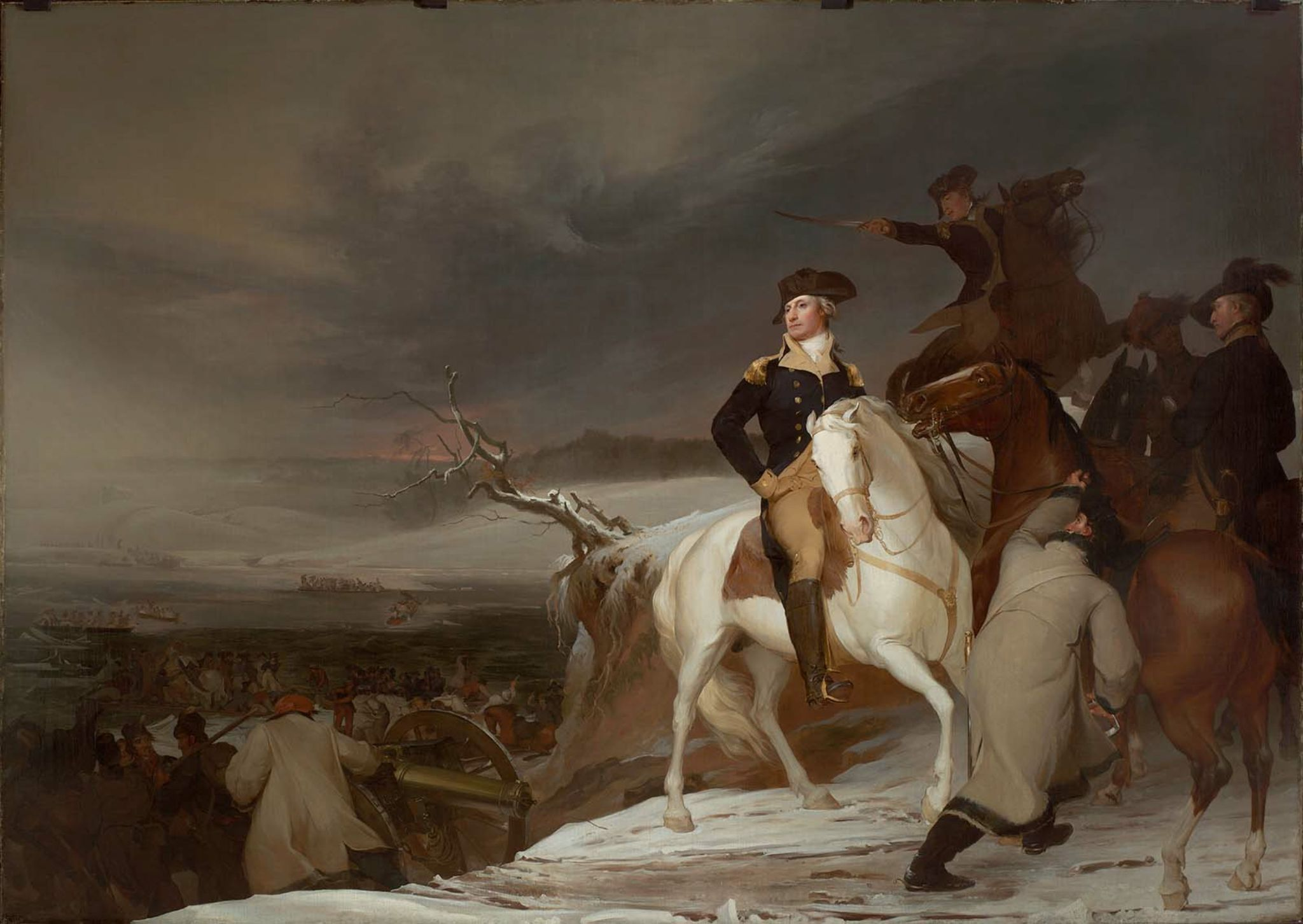
Thomas Sully, The Passage of the Delaware, 1819
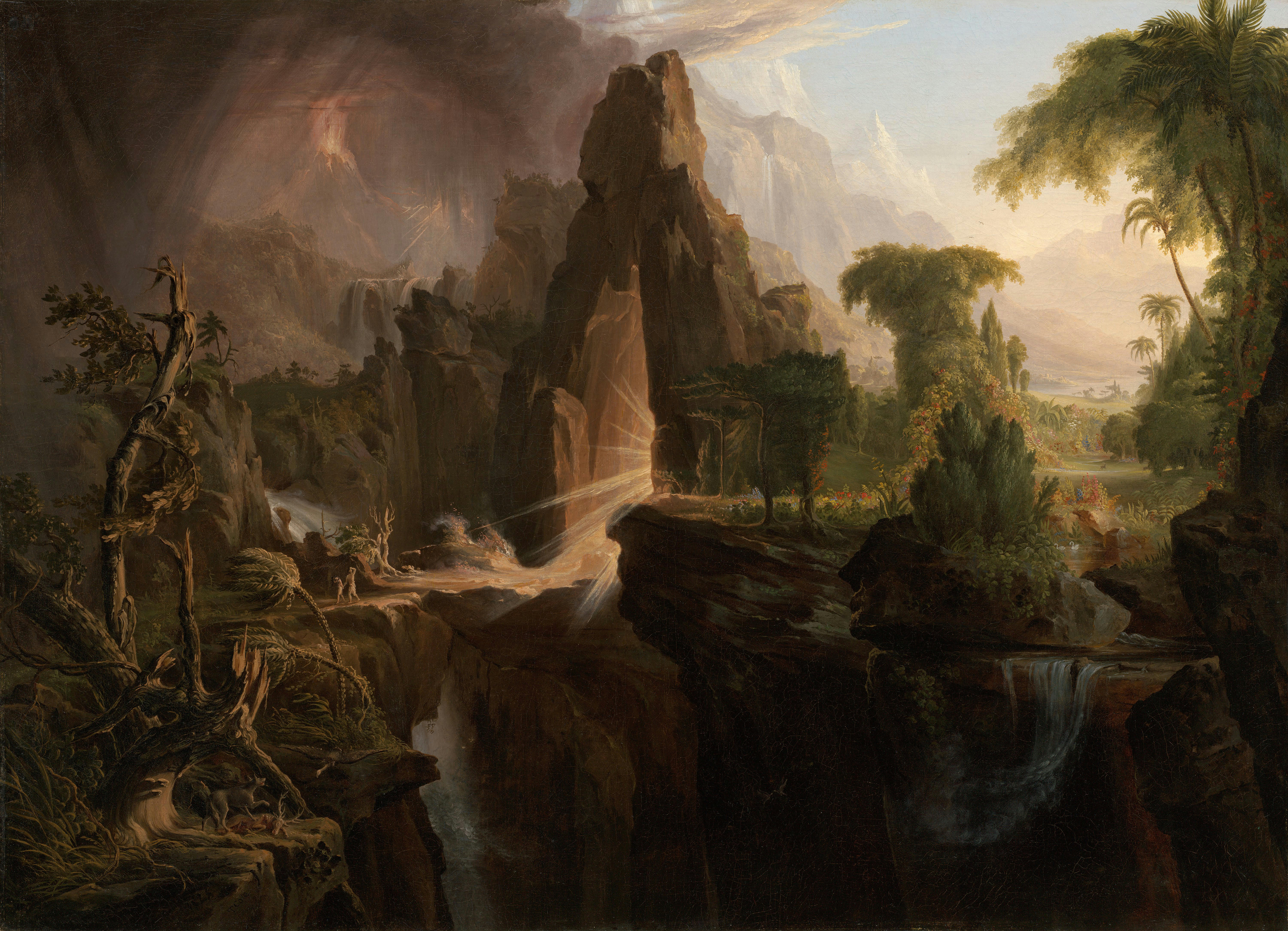
Thomas Cole, Expulsion from the Garden of Eden, 1828.
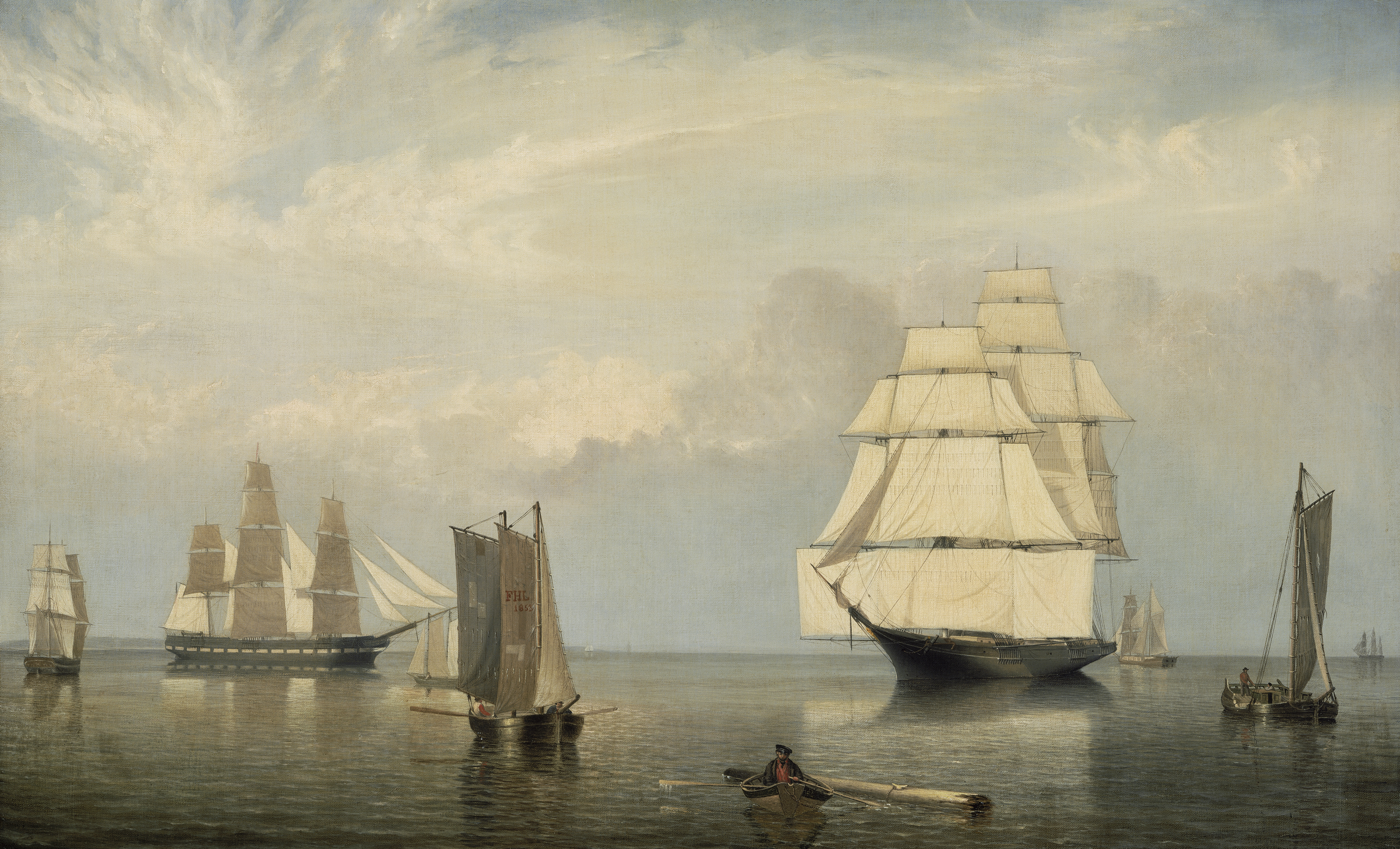
Fitz Henry Lane, Salem Harbor, 1853
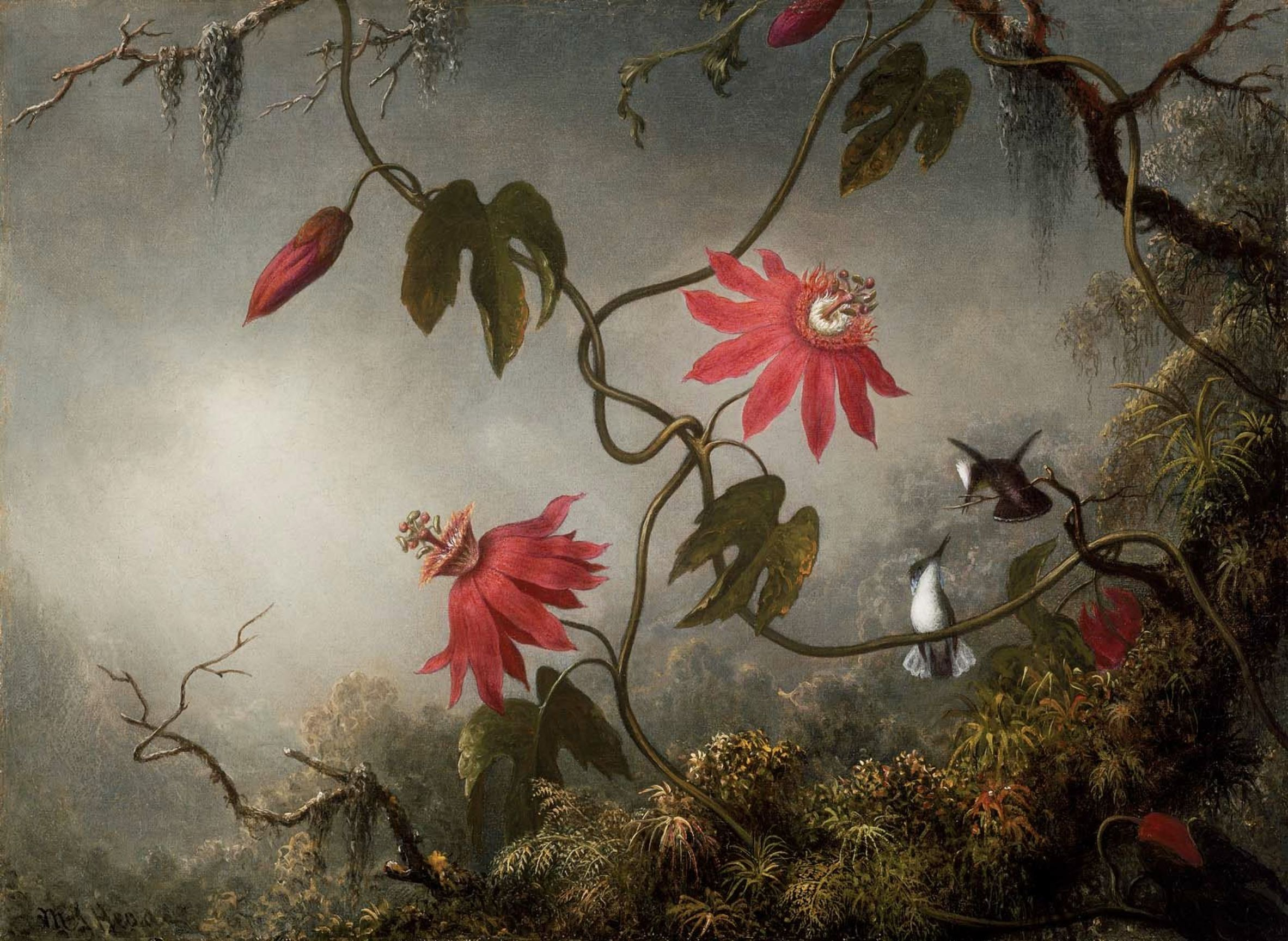
Martin Johnson Heade, Passion Flowers and Hummingbirds, c. 1870-1873
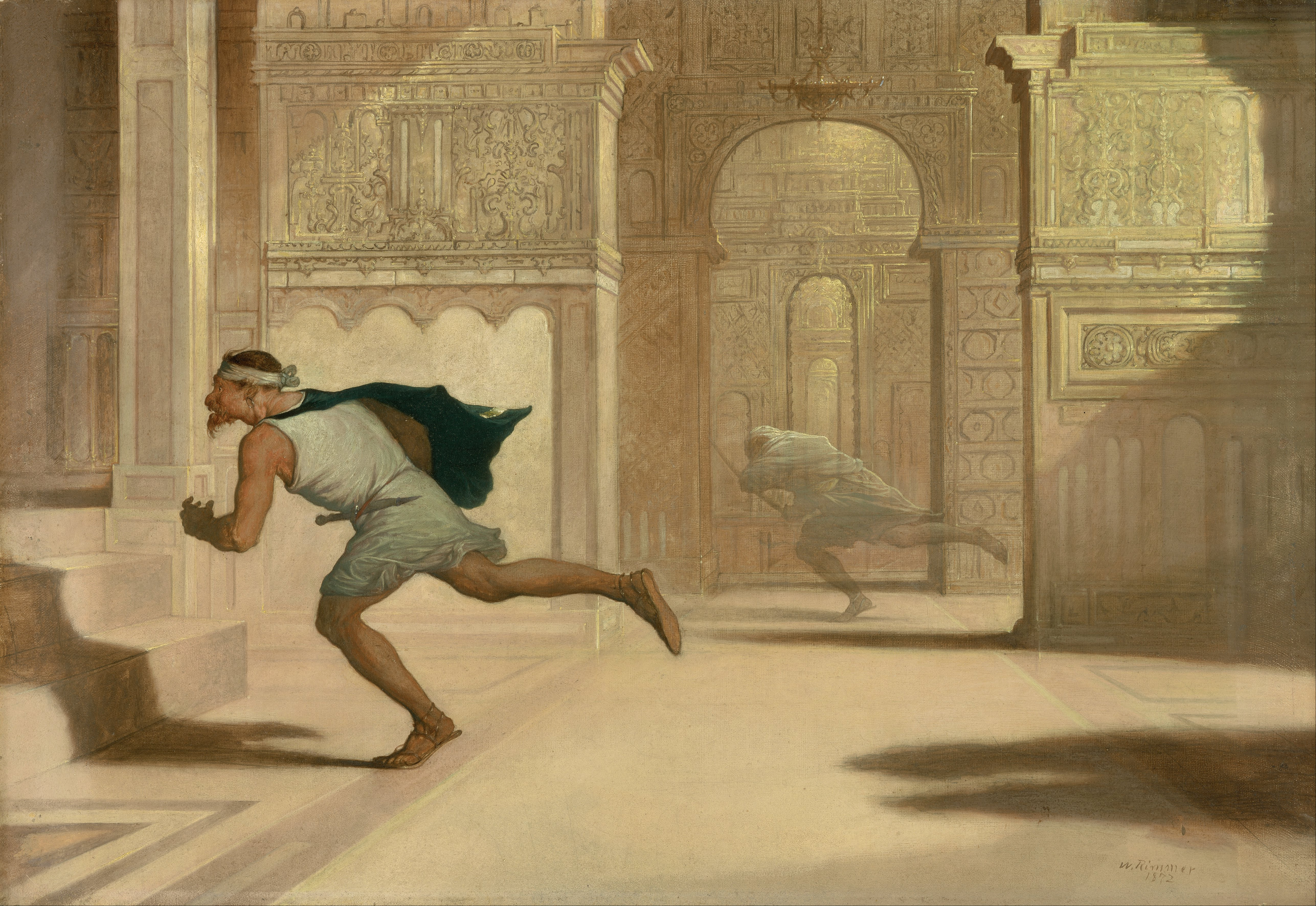
William Rimmer, Flight and Pursuit, 1872
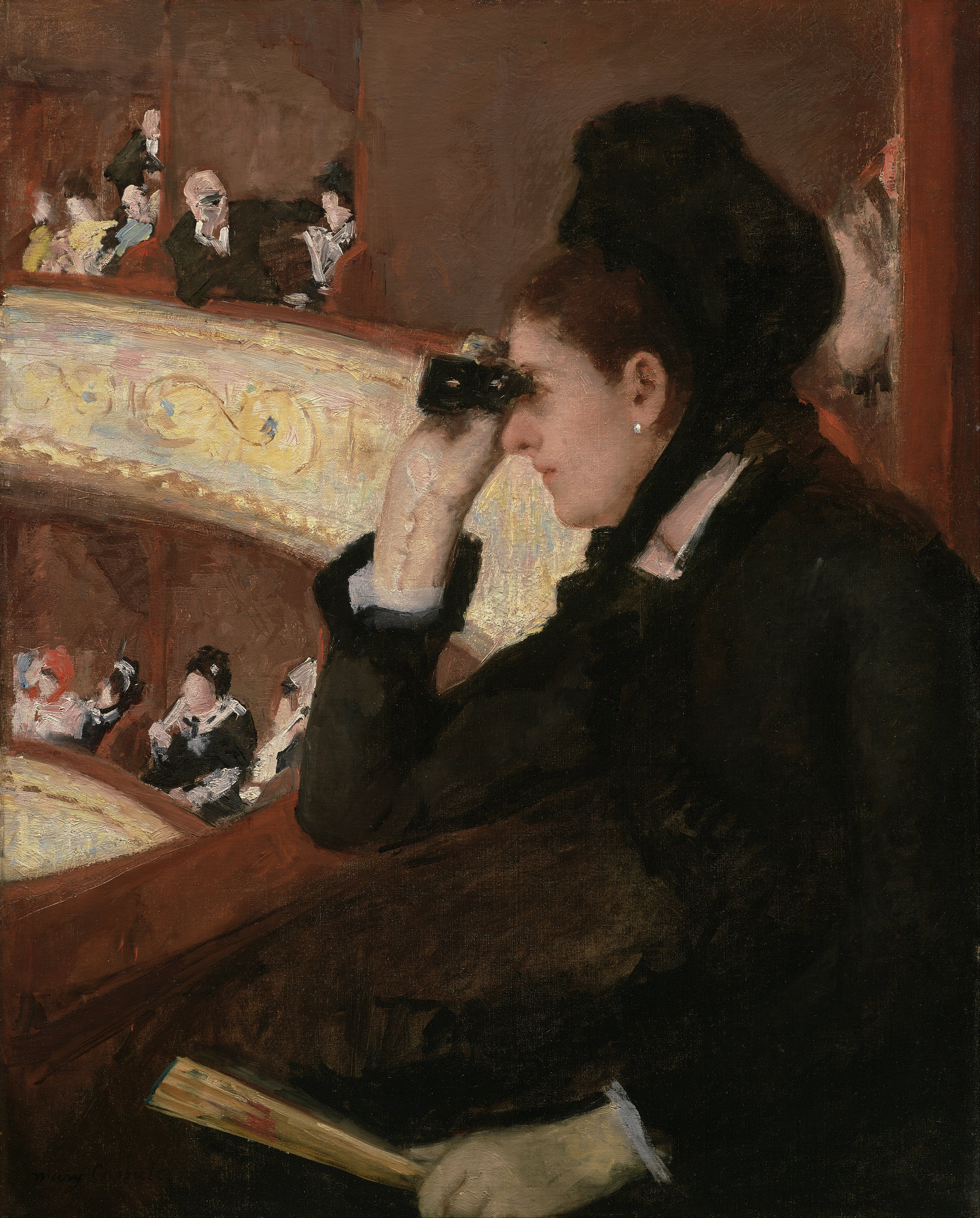
Mary Cassatt, In the Loge, 1878
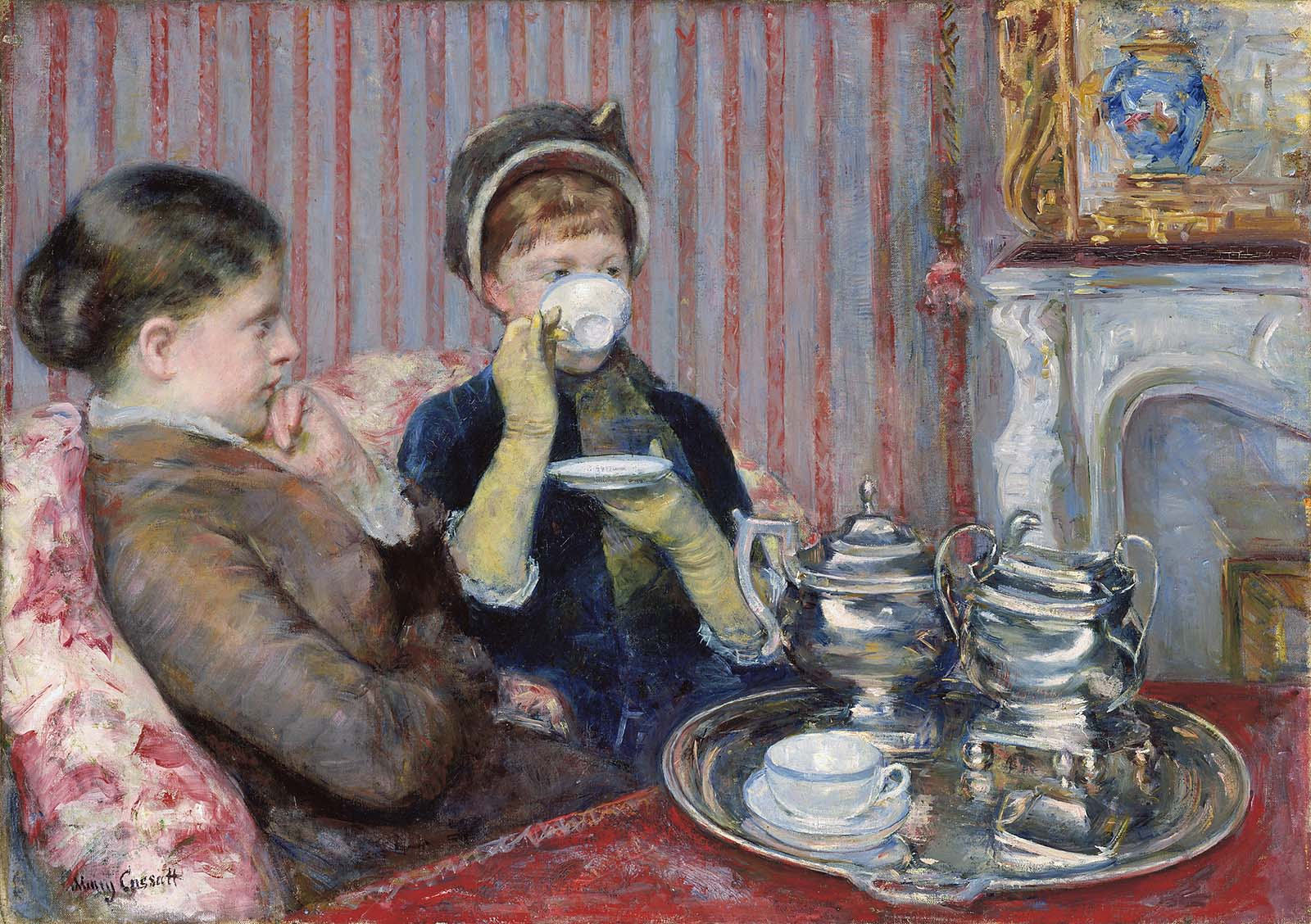
Mary Cassatt, Tea, 1880
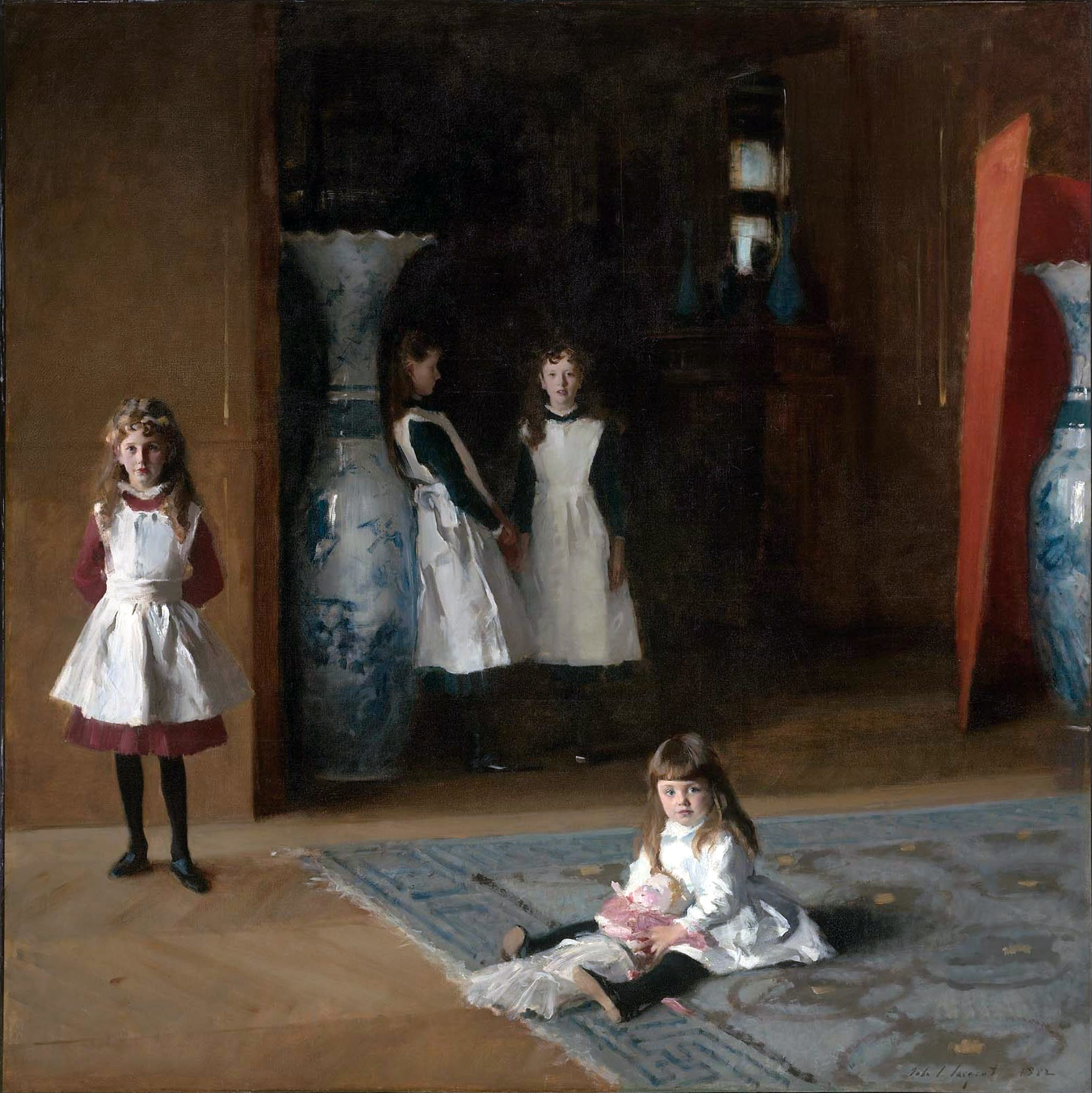
John Singer Sargent, The Daughters of Edward Darley Boit, 1882
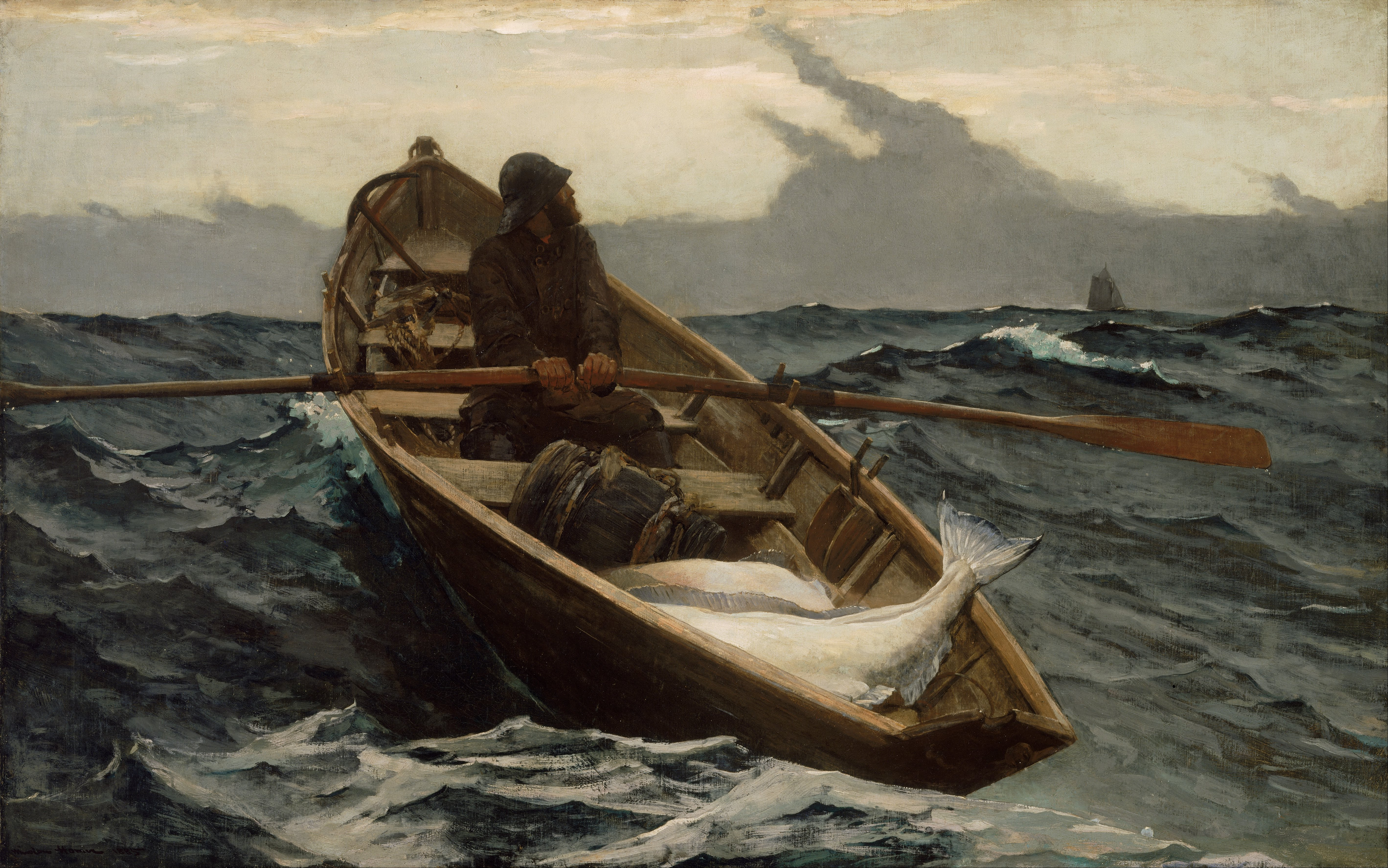
Winslow Homer, The Fog Warning, 1885
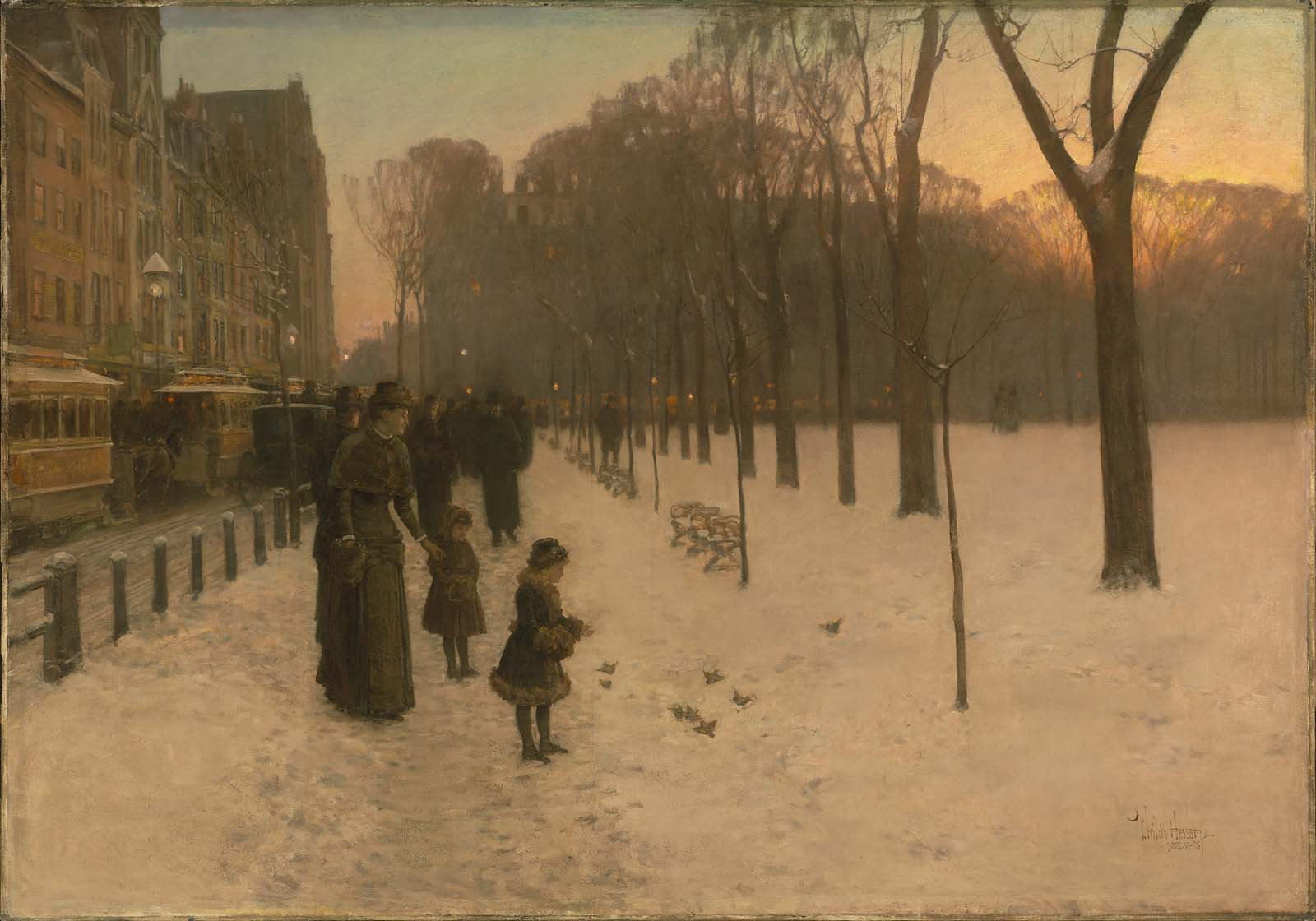
Childe Hassam, At Dusk (Boston Common at Twilight), 1886
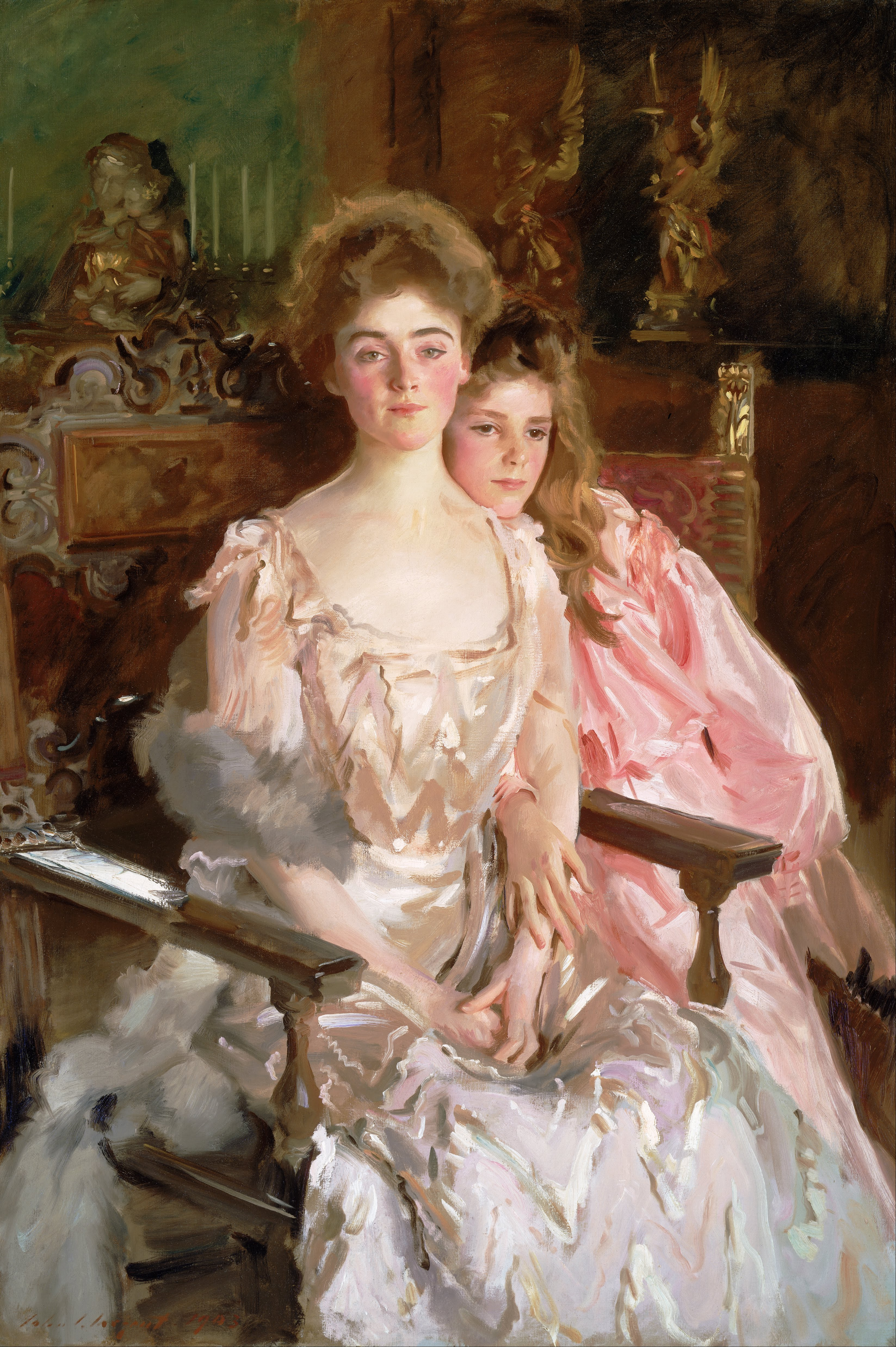
John Singer Sargent, Mrs. Fiske Warren (Gretchen Osgood) and Her Daughter Rachel, 1903

### Châu Âu

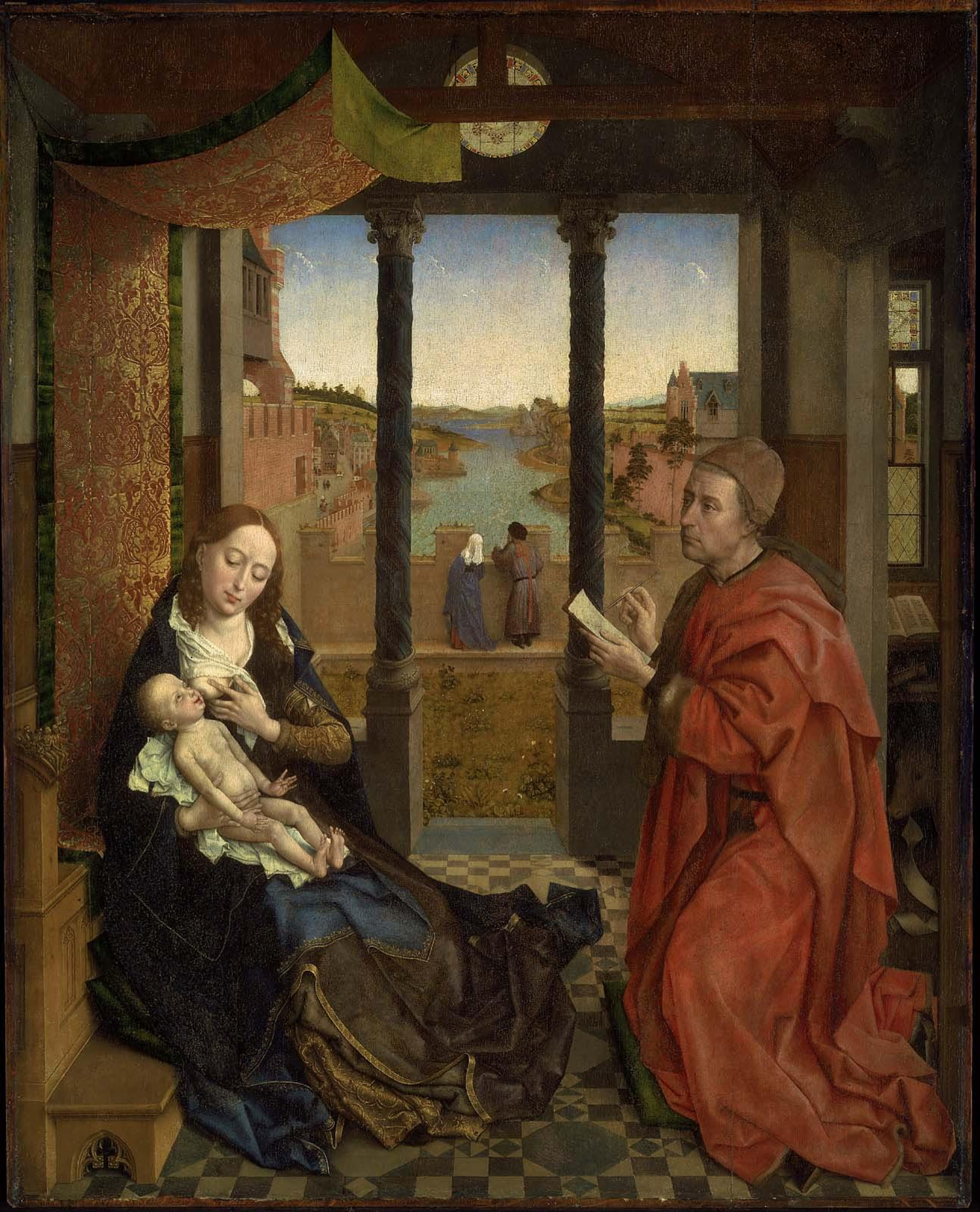
Rogier van der Weyden, Saint Luke Drawing the Virgin, 1435-1440
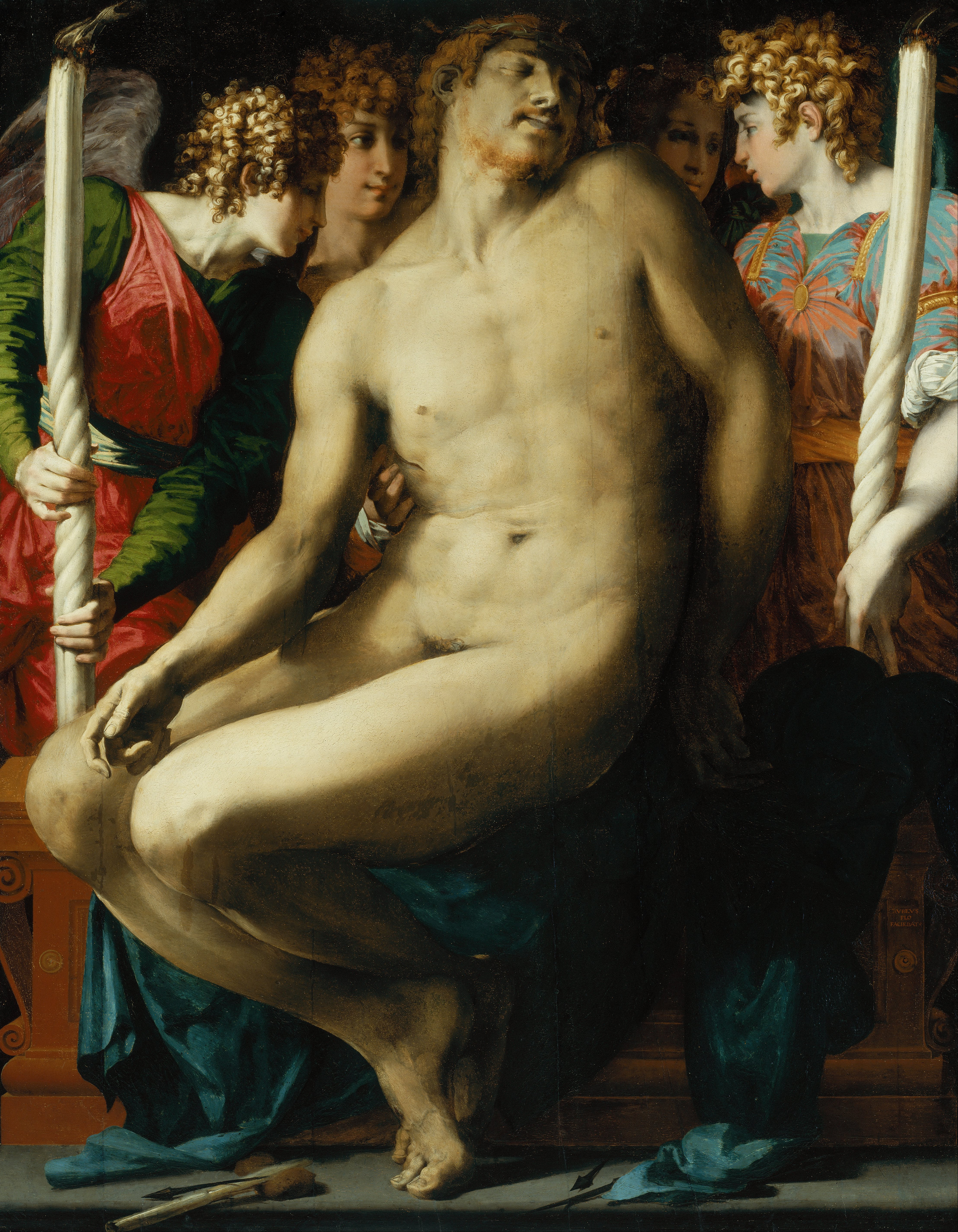
Rosso Fiorentino, The Dead Christ with Angels, 1524-1527
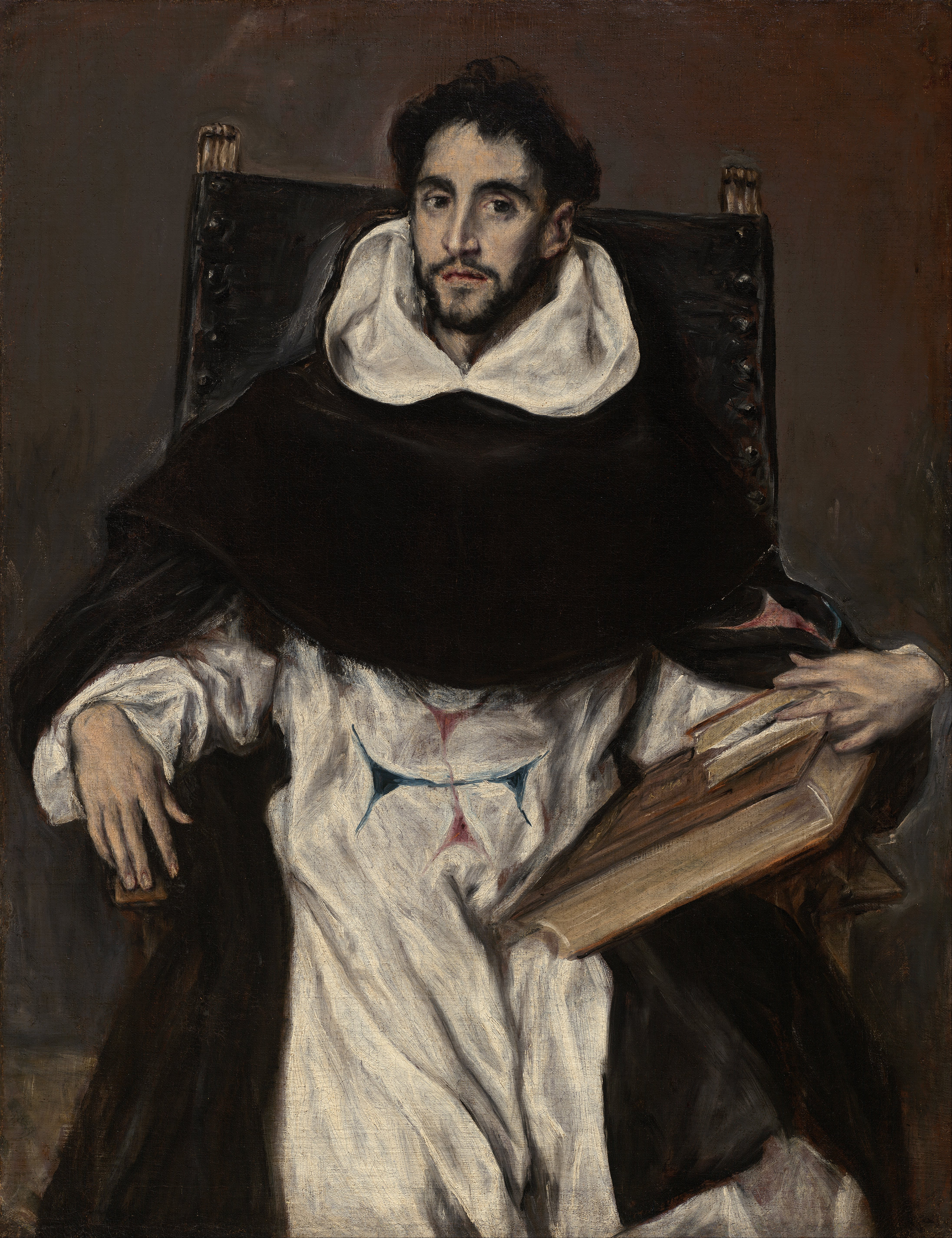
El Greco, Fray Hortensio Félix Paravicino, 1609
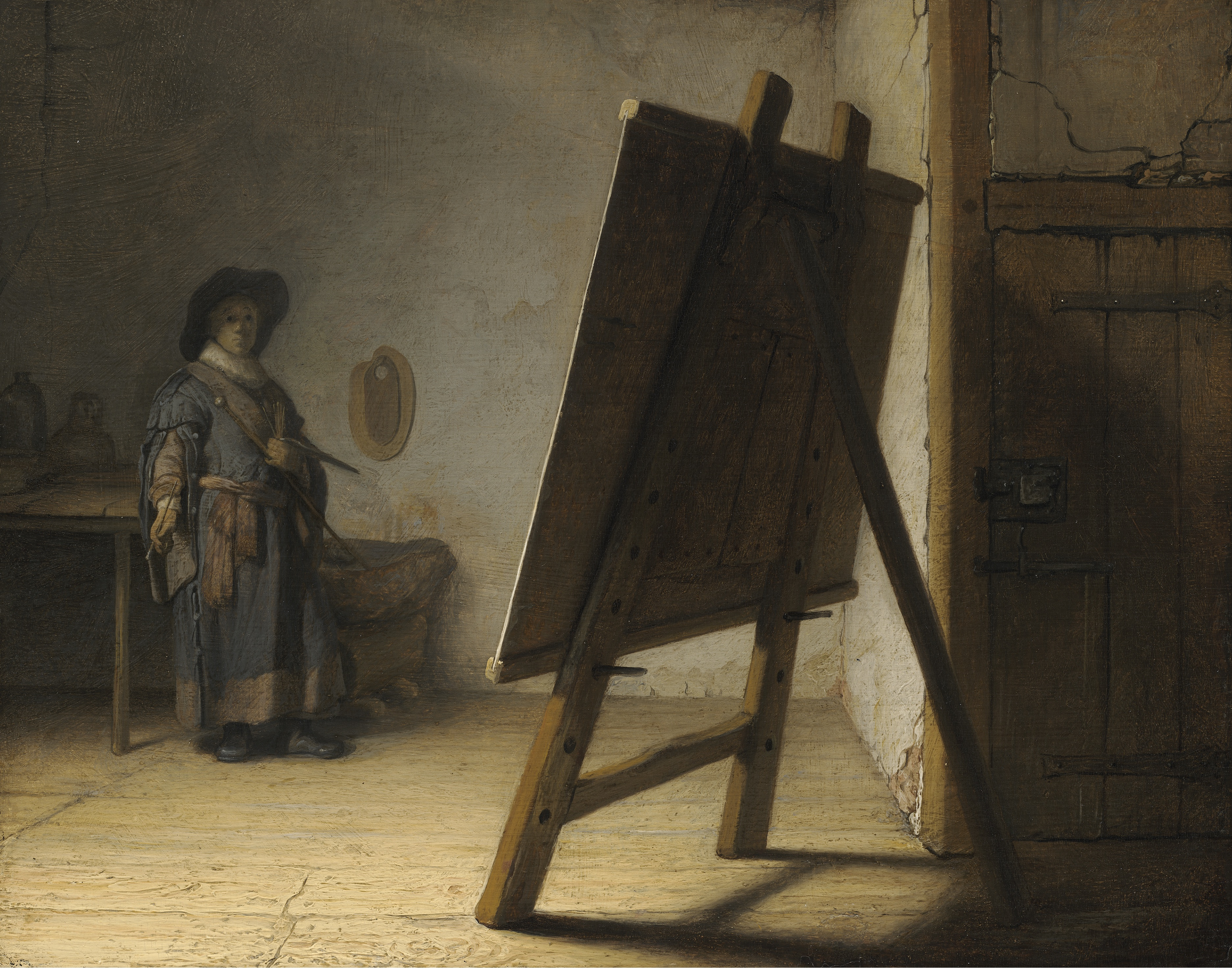
Rembrandt, The Artist in his Studio, 1628
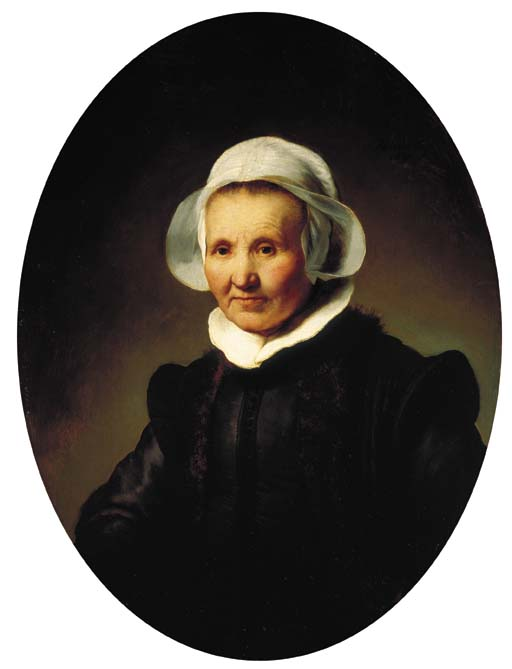
Rembrandt, Portrait of a 62-year-old Woman, 1632
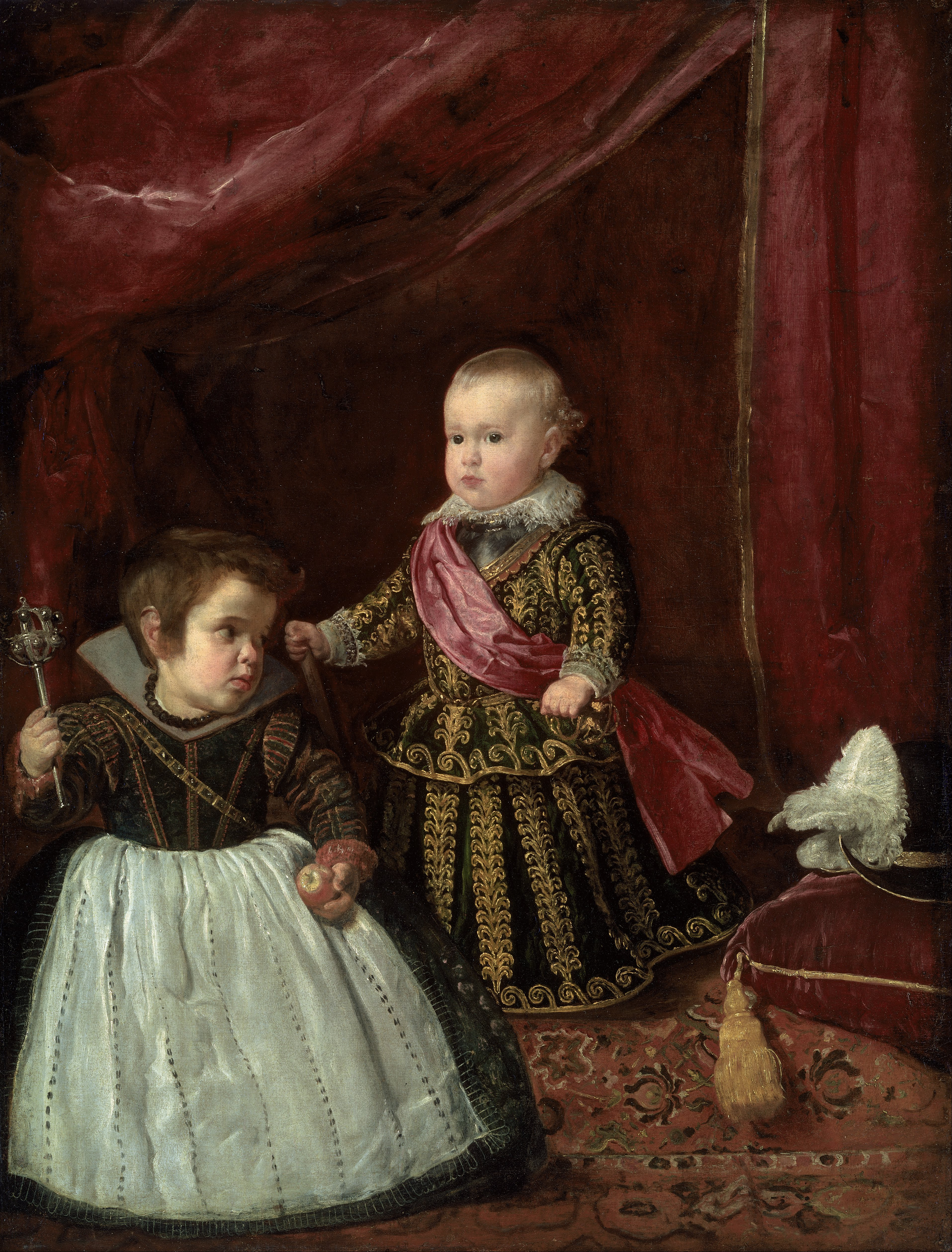
Diego Velázquez, Don Baltasar Carlos with a Dwarf, 1632
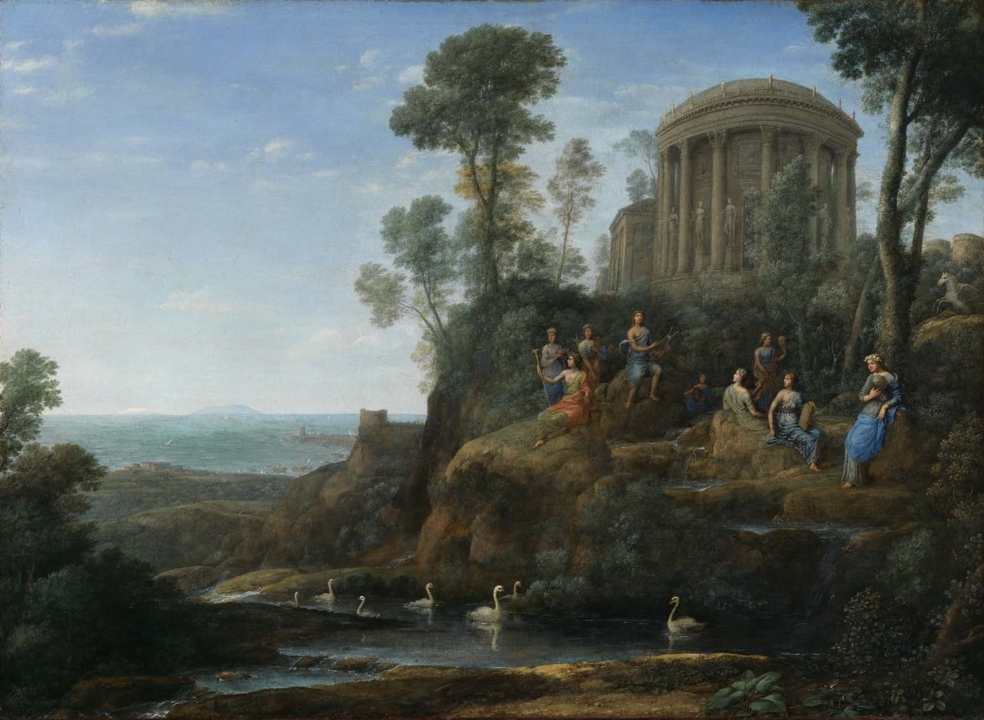
Claude Lorrain, Apollo and the Muses on Mount Helion, 1680
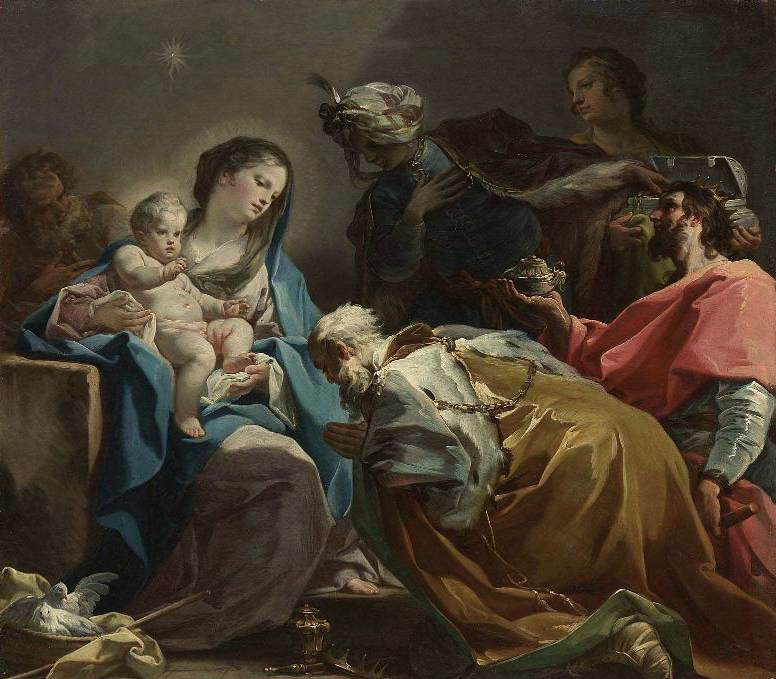
Corrado Giaquinto, Adoration of the Magi, 1725
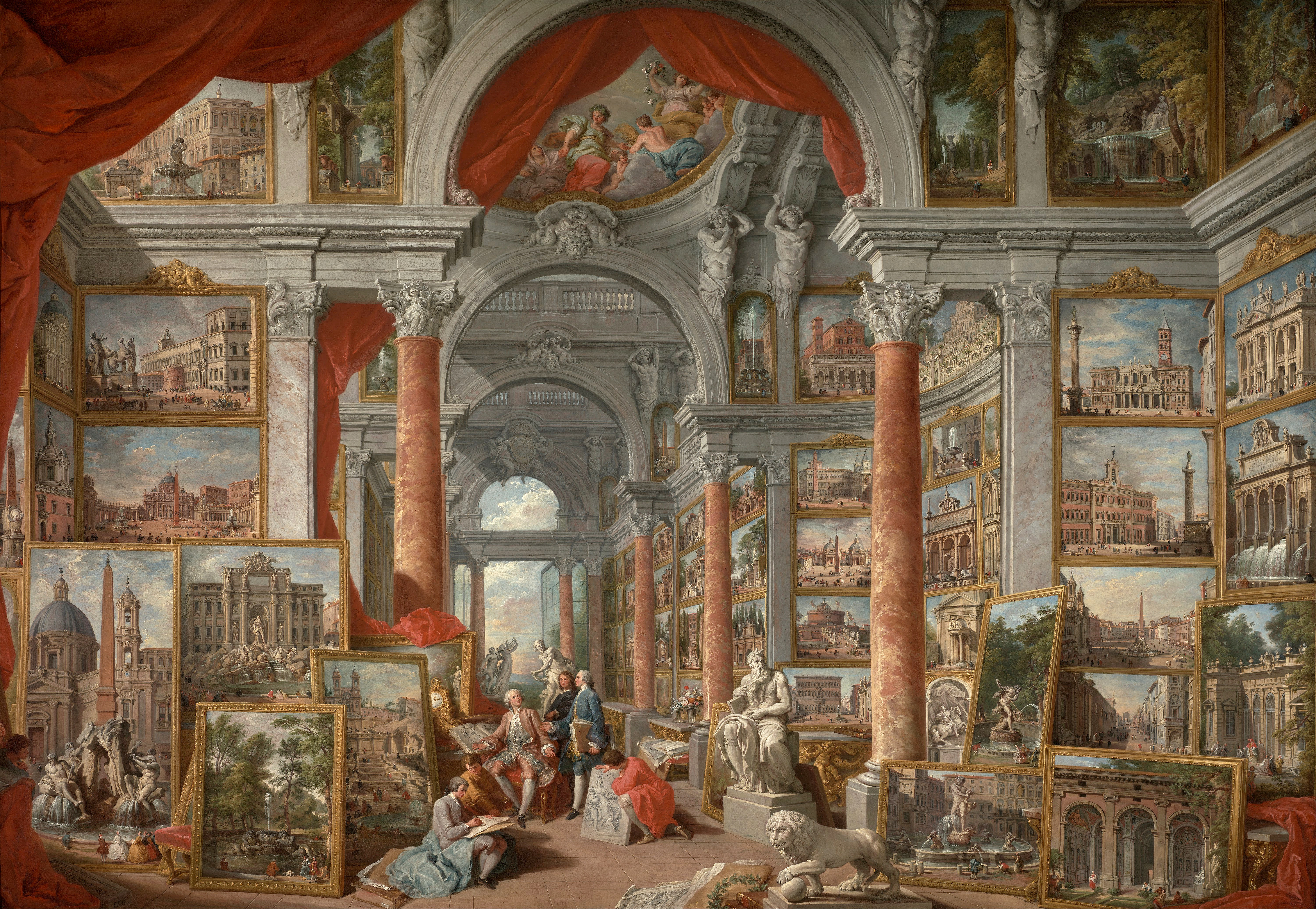
Giovanni Paolo Panini, Picture Gallery with Views of Modern Rome, 1757
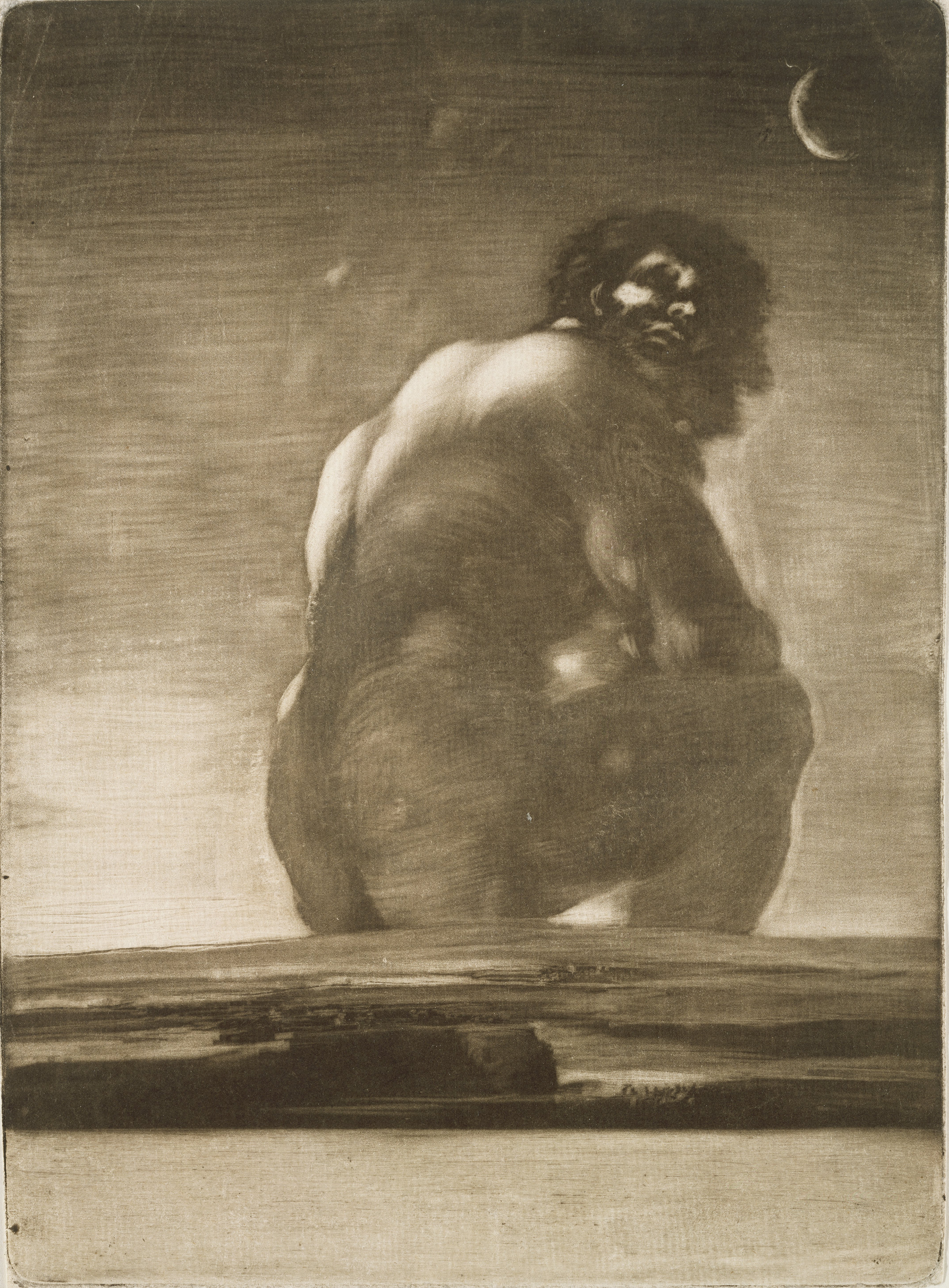
Francisco Goya, Seated Giant, 1818
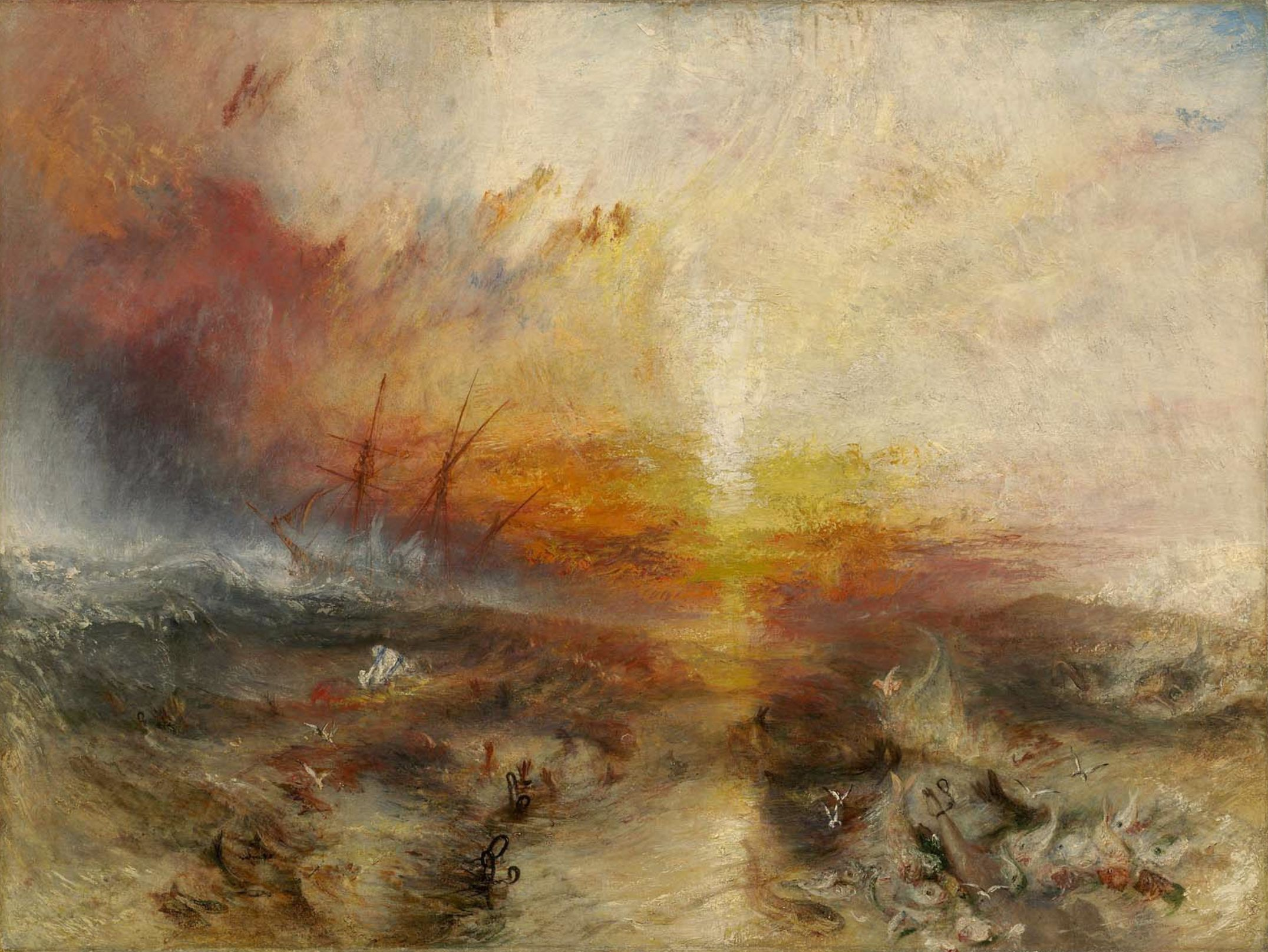
J.M.W. Turner, The Slave Ship 1840
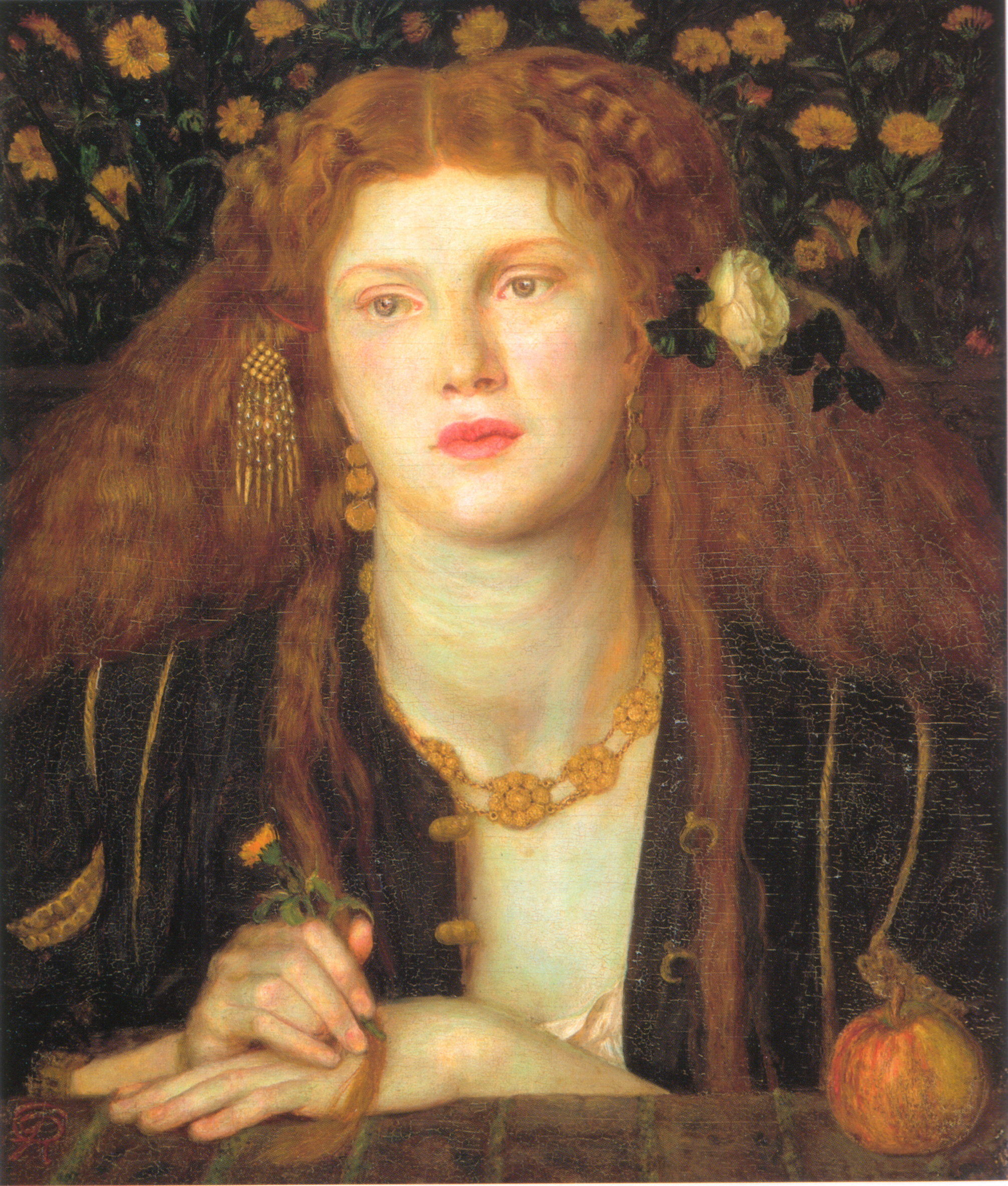
Dante Gabriel Rossetti, Bocca Baciata, 1859
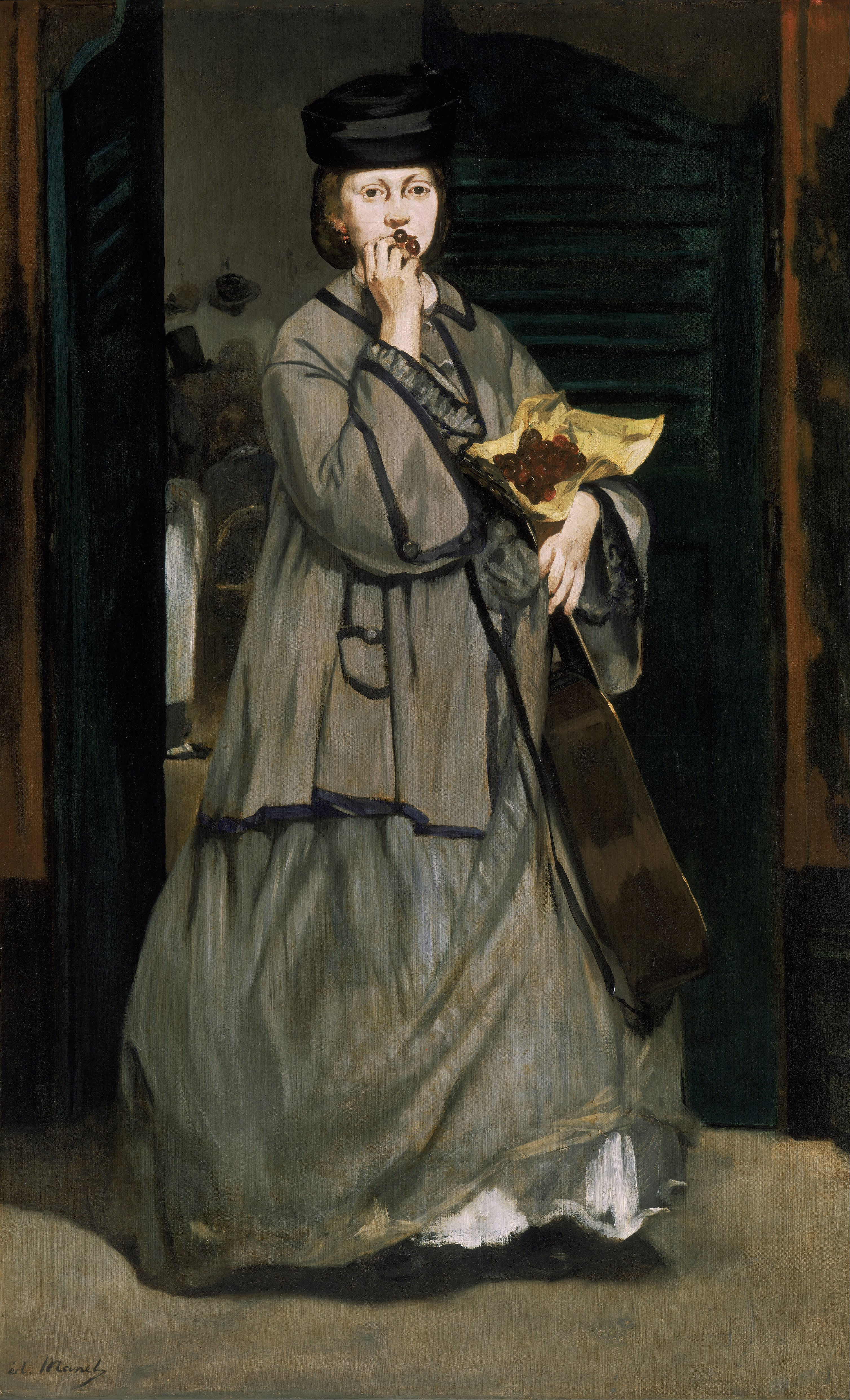
Édouard Manet, Street Singer, 1862
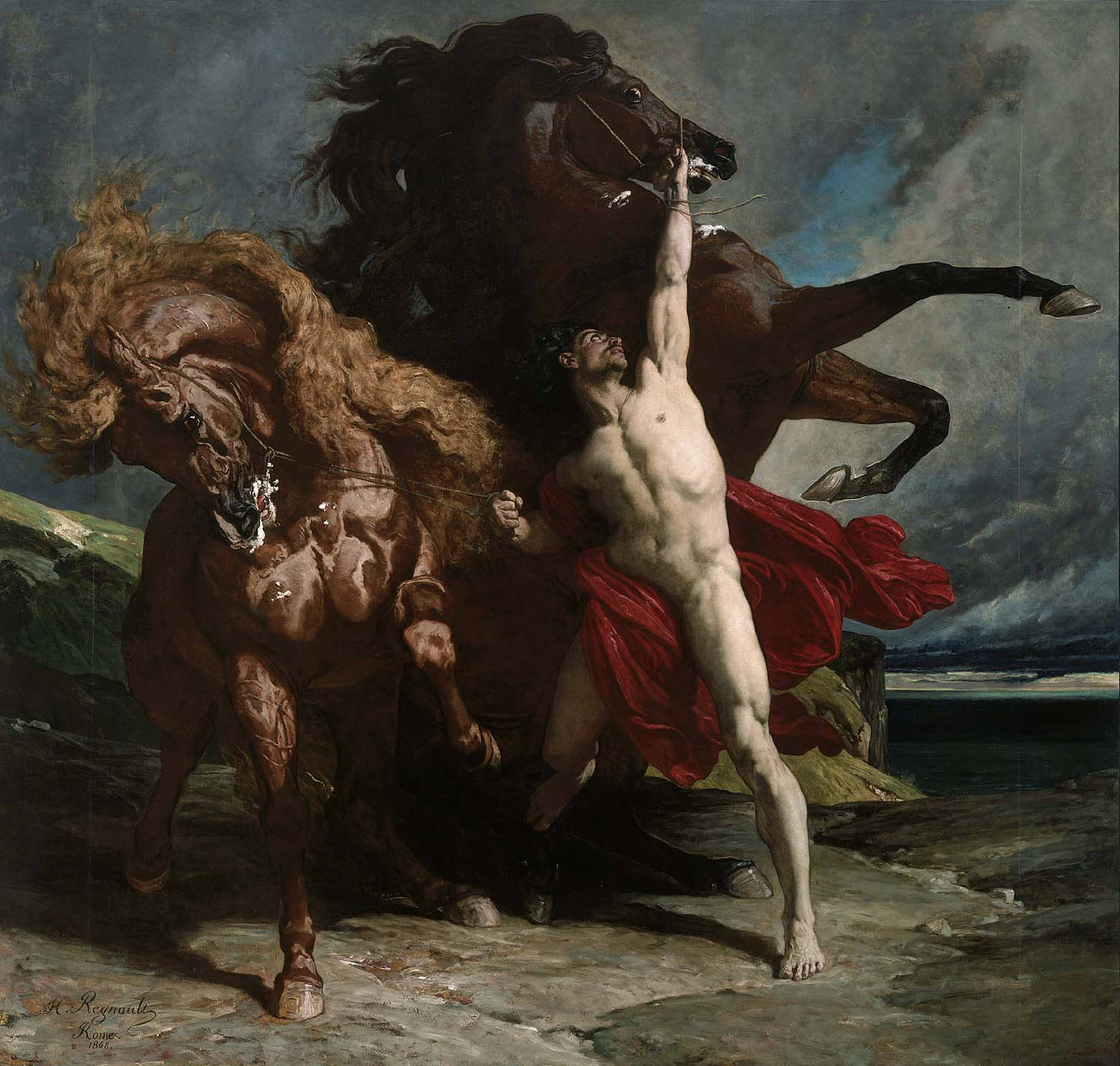
Henri Regnault, Automedon with the Horses of Achilles, 1868
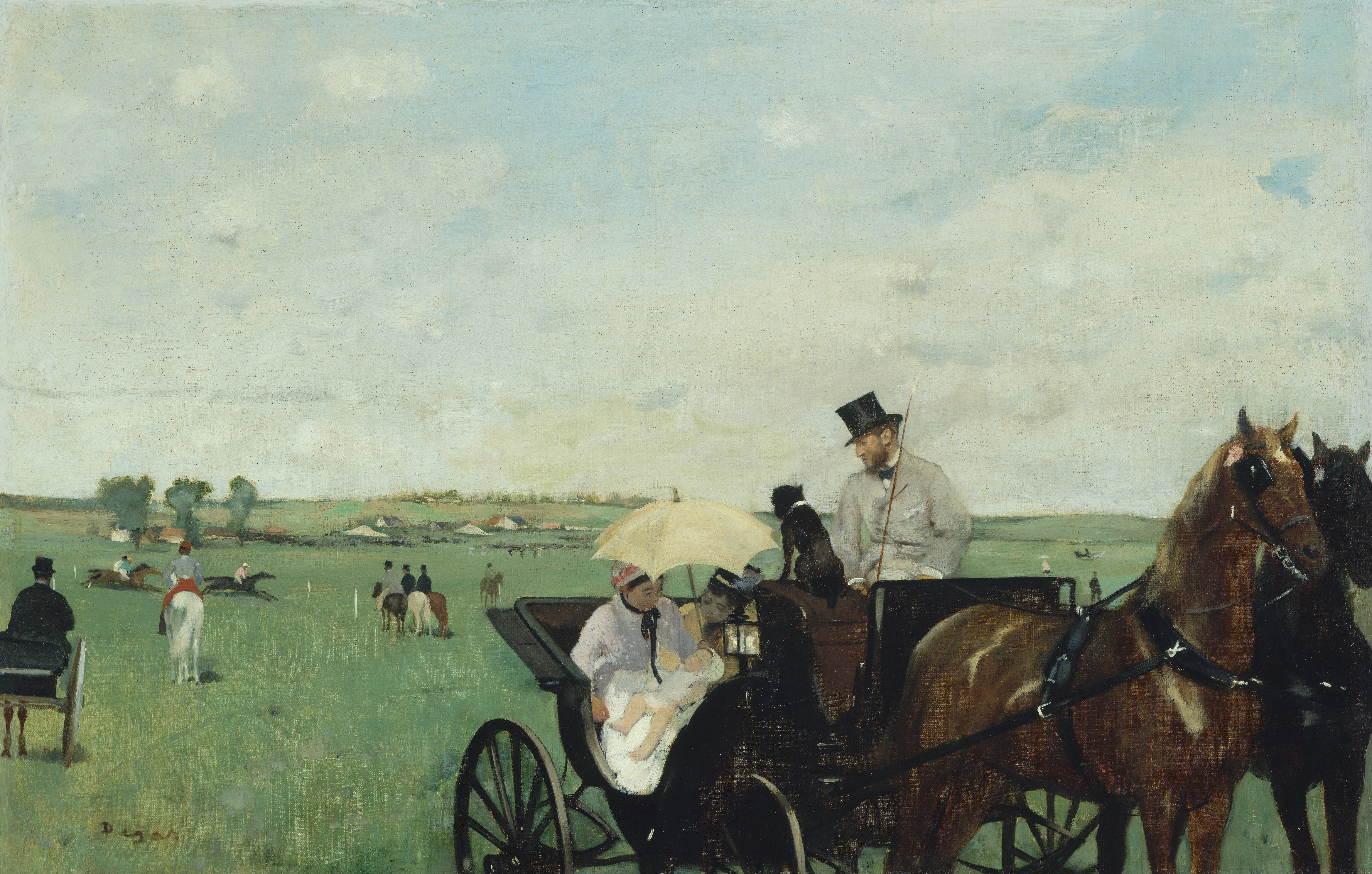
Edgar Degas, At the Races in the Countryside, 1869
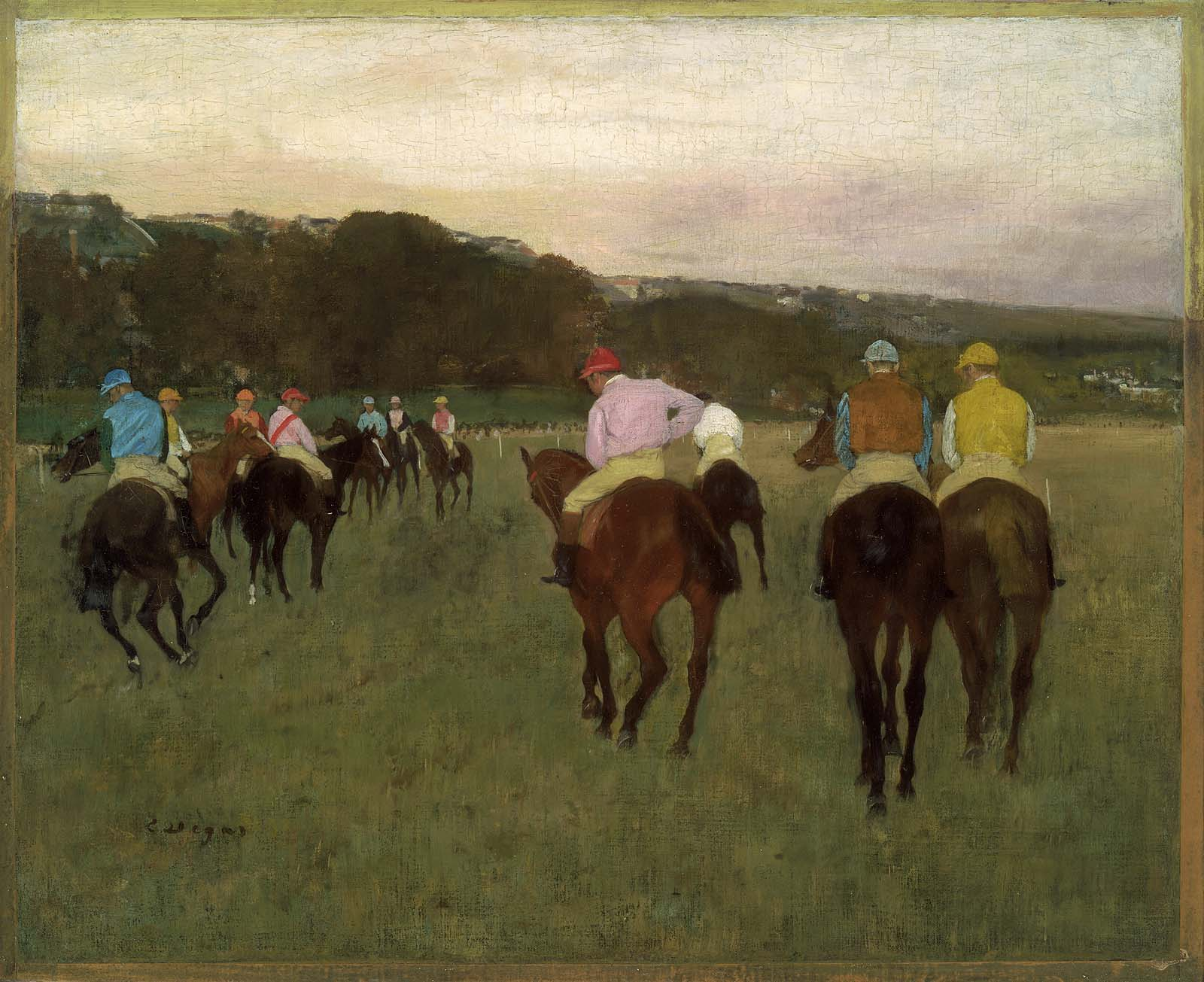
Edgar Degas, Racehorses at Longchamp, 1873–1875
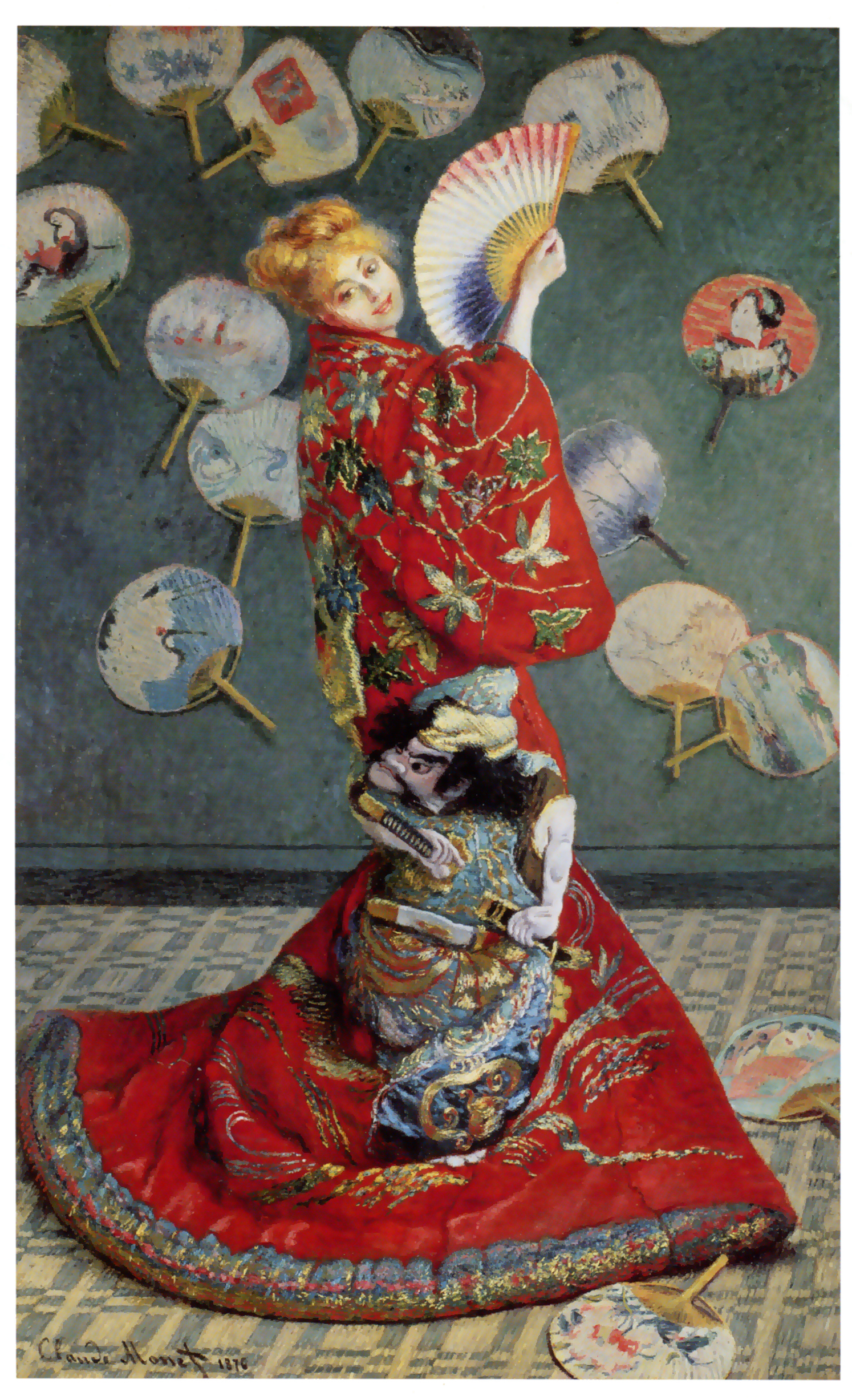
Claude Monet, La Japonaise, 1876
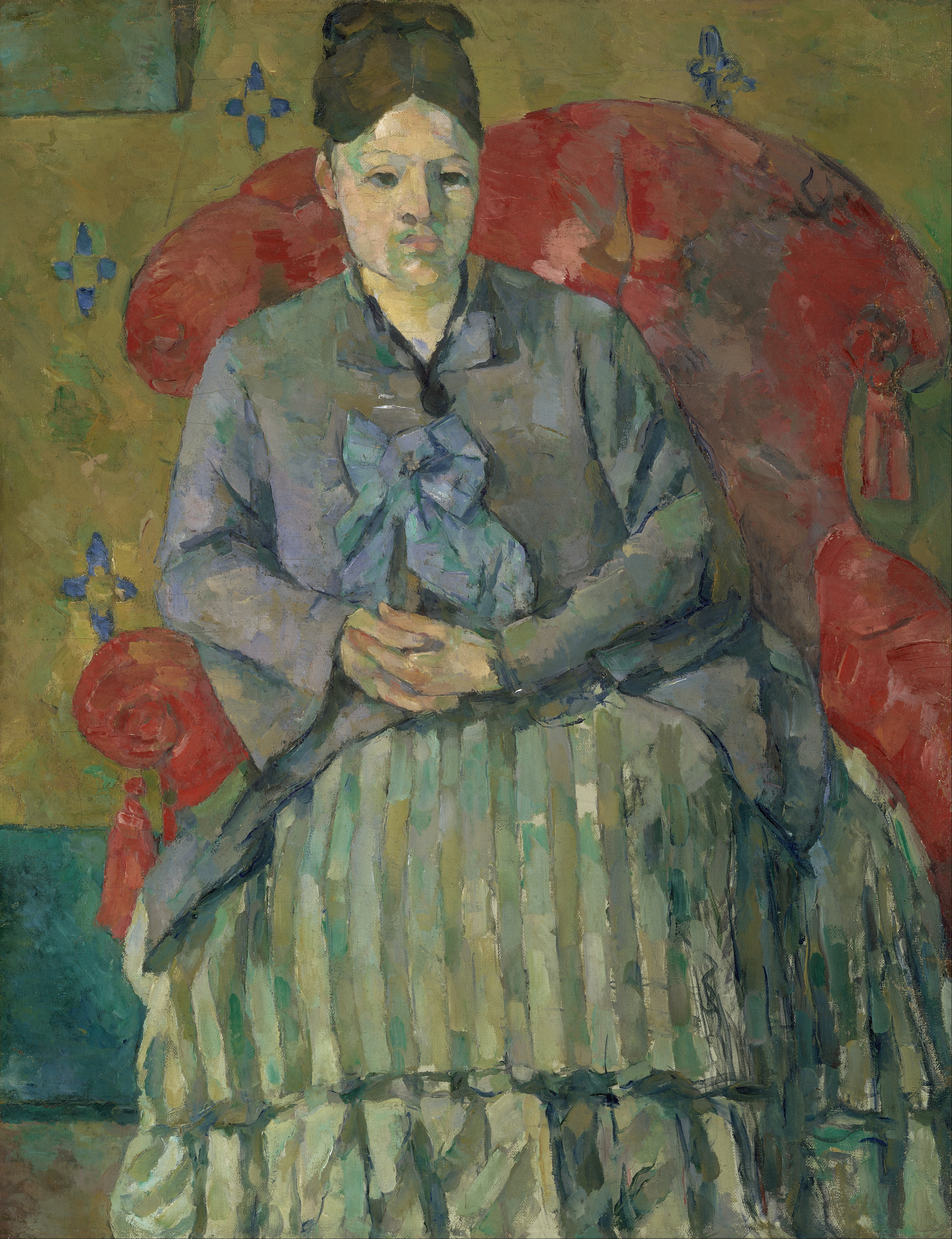
Paul Cézanne, Madame Cézanne in a Red Armchair, 1877
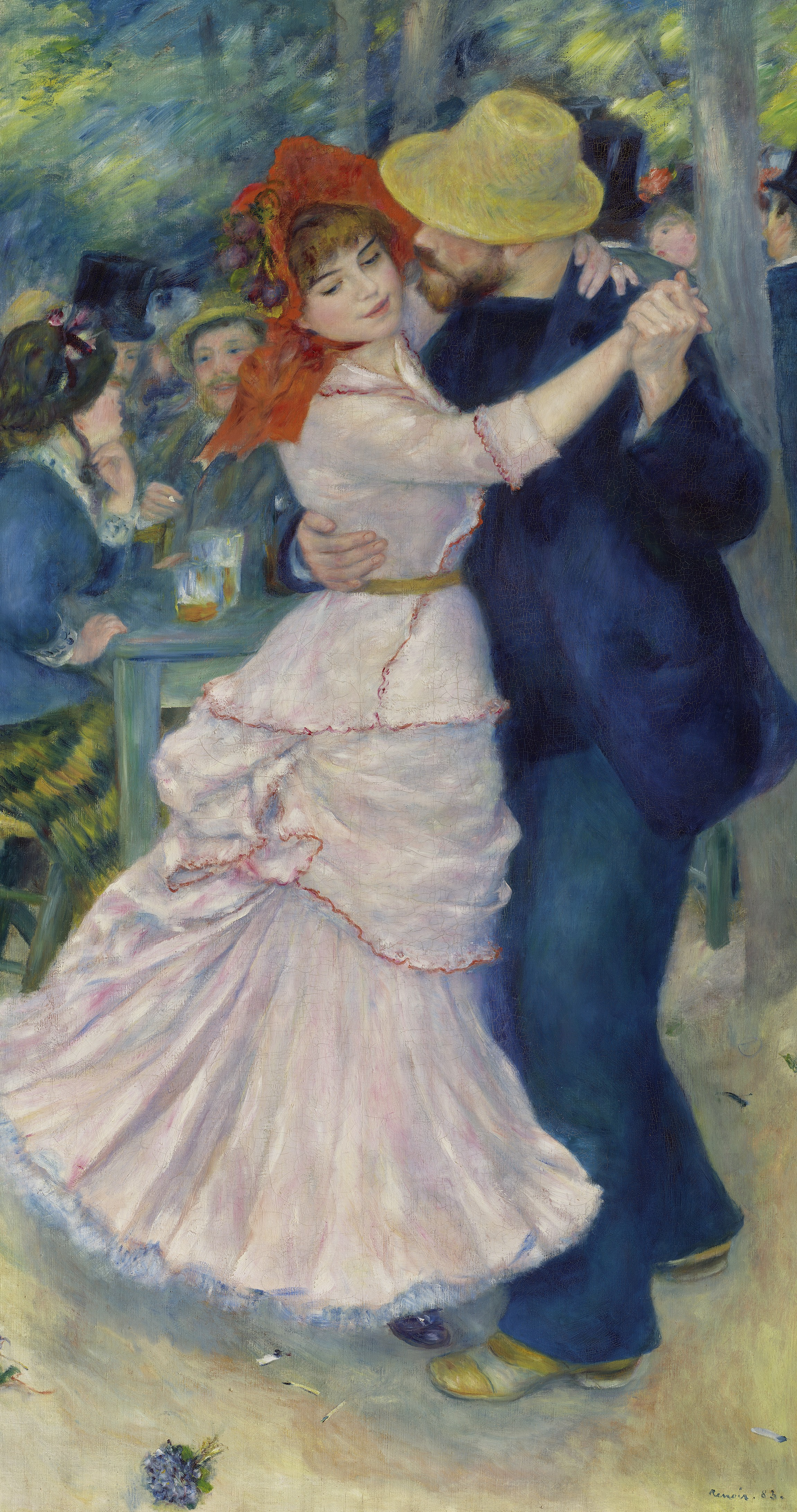
Auguste Renoir, Dance at Bougival, 1883
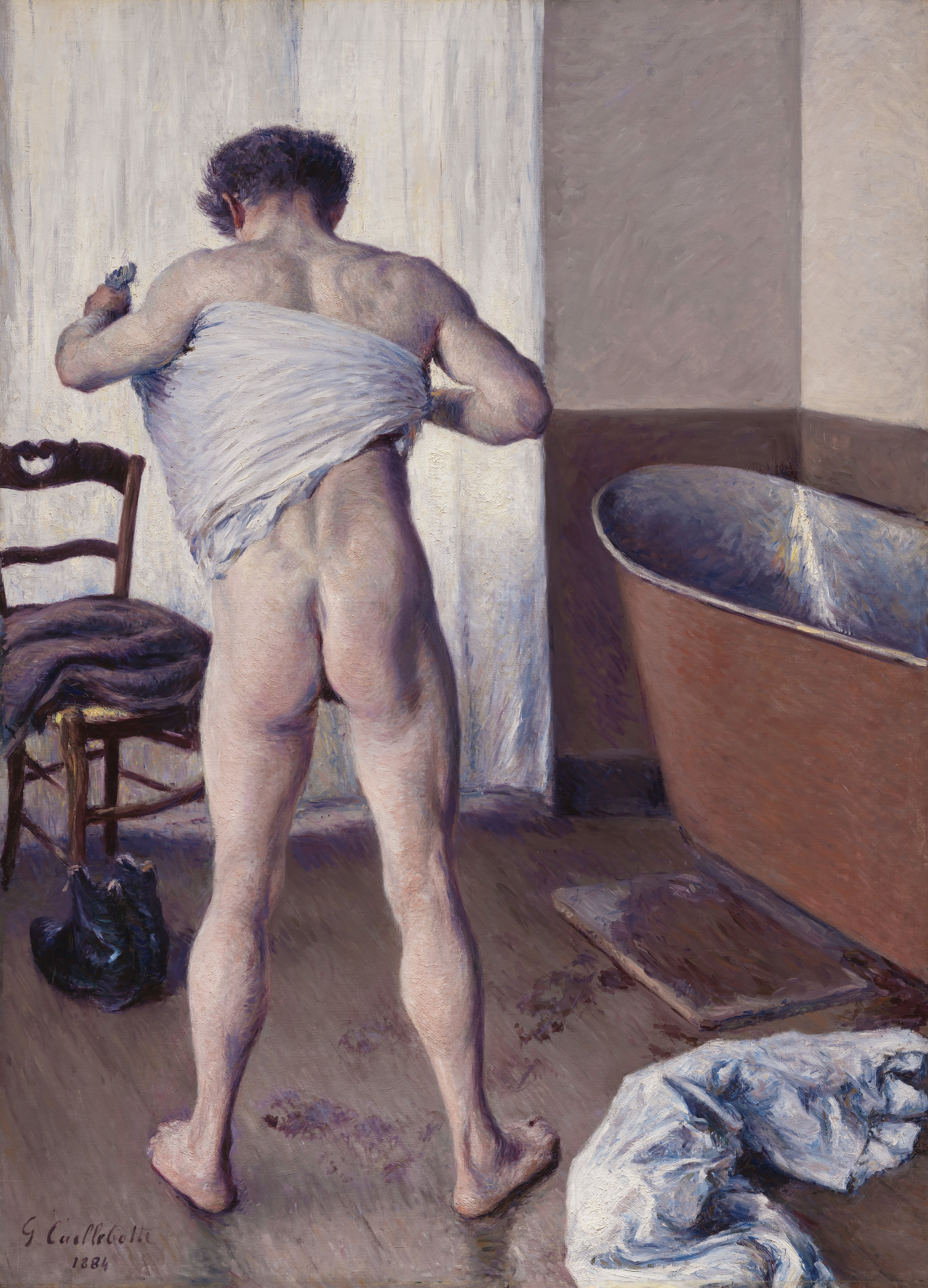
Gustave Caillebotte, Man at His Bath, 1884
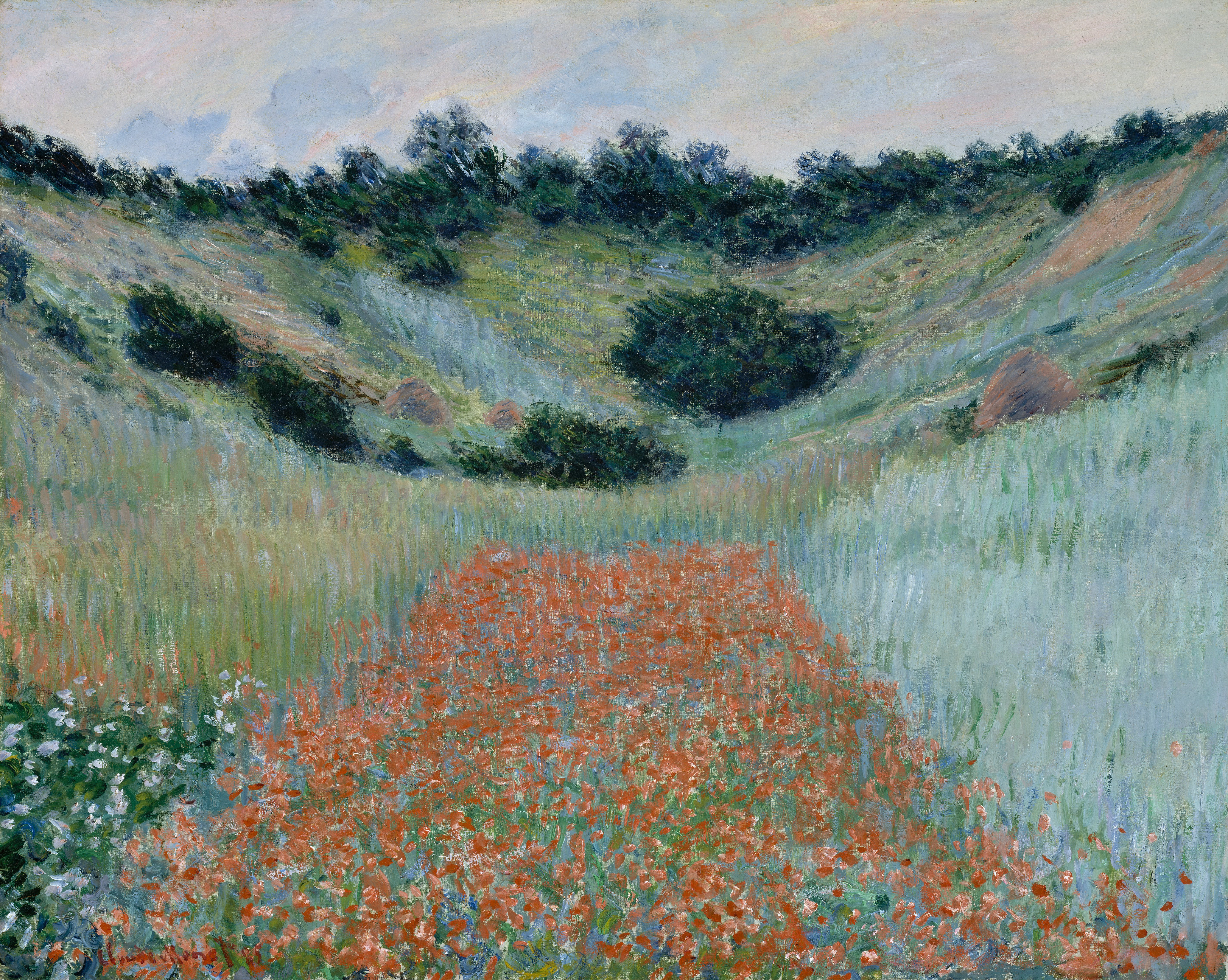
Claude Monet, Poppy Field in a Hollow near Giverny, 1888
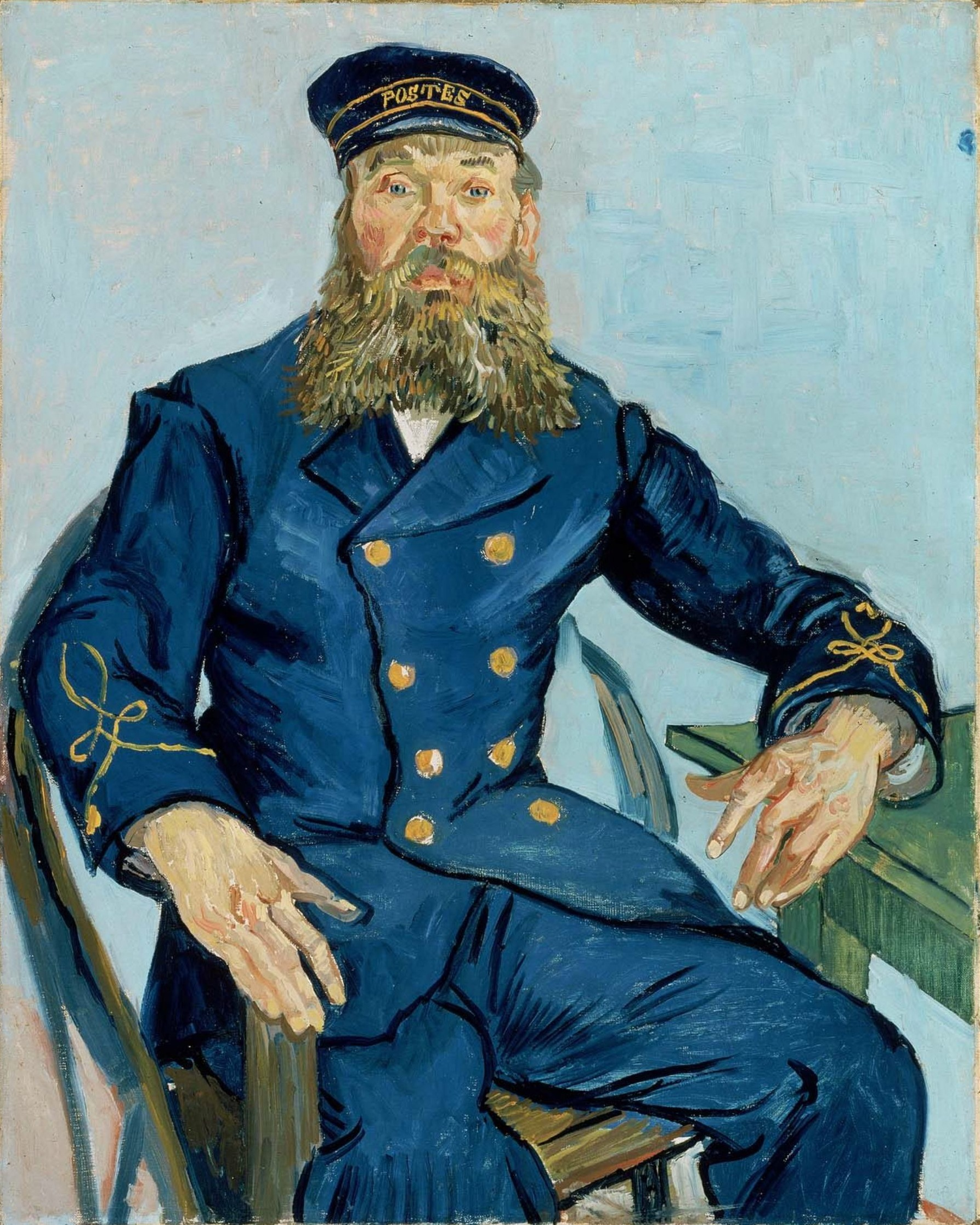
Vincent van Gogh, Postman Joseph Roulin, 1888
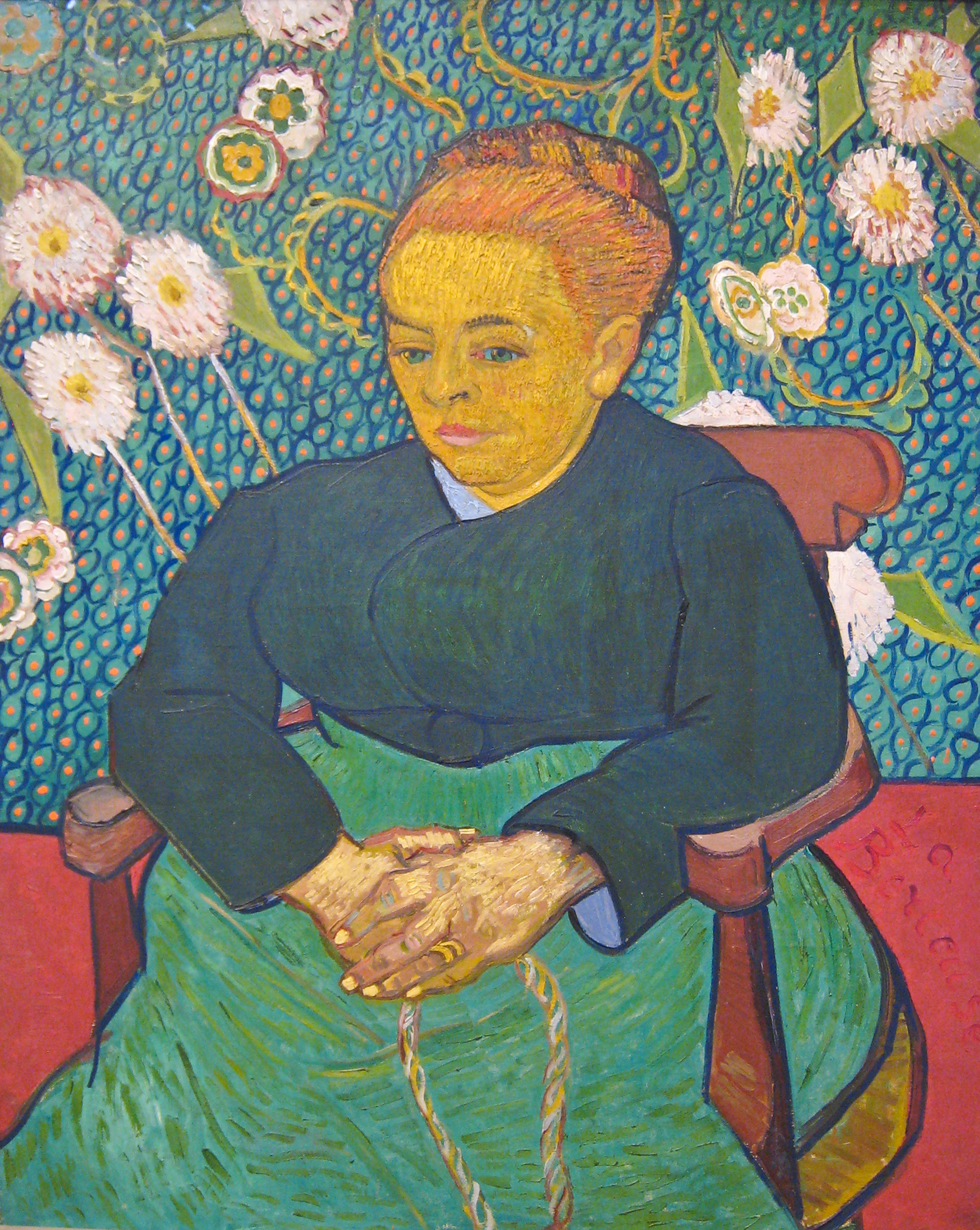
Vincent van Gogh, La Berceuse, 1889
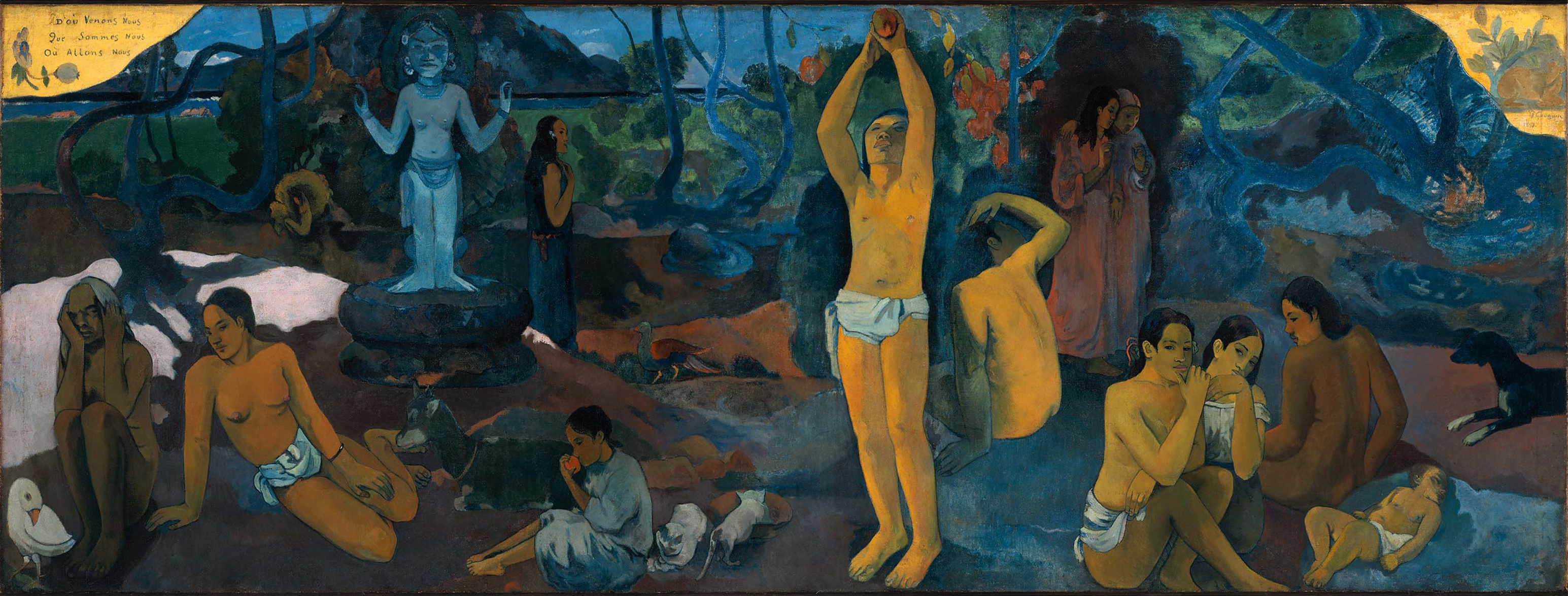
Paul Gauguin, Where Do We Come From? What Are We? Where Are We Going?, 1897

### Cổ vật

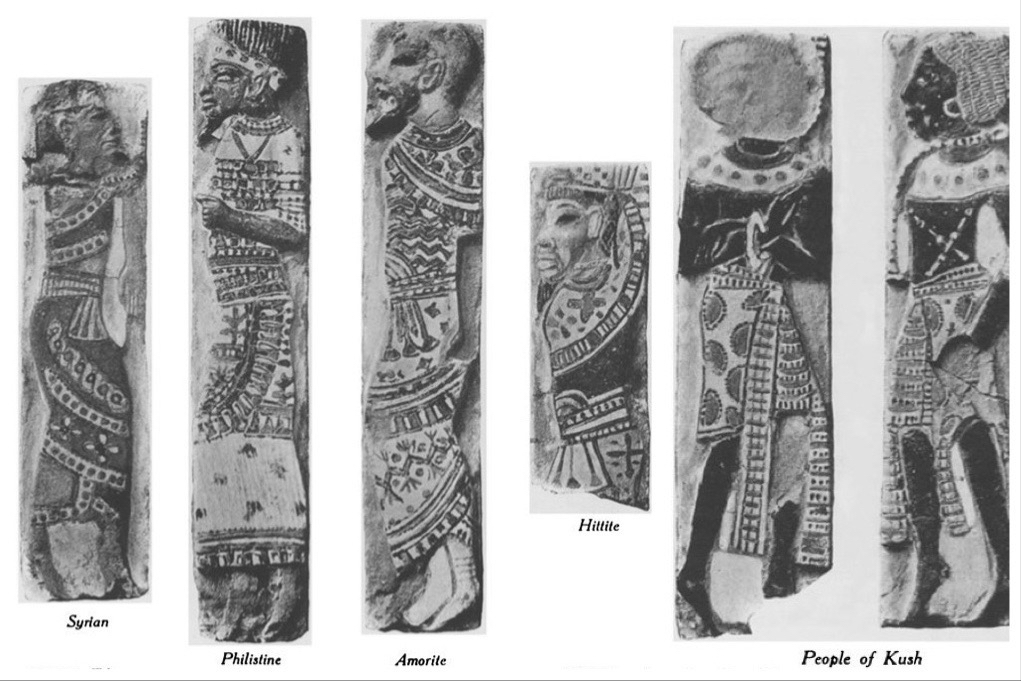
Gạch tù nhân Ramesses III
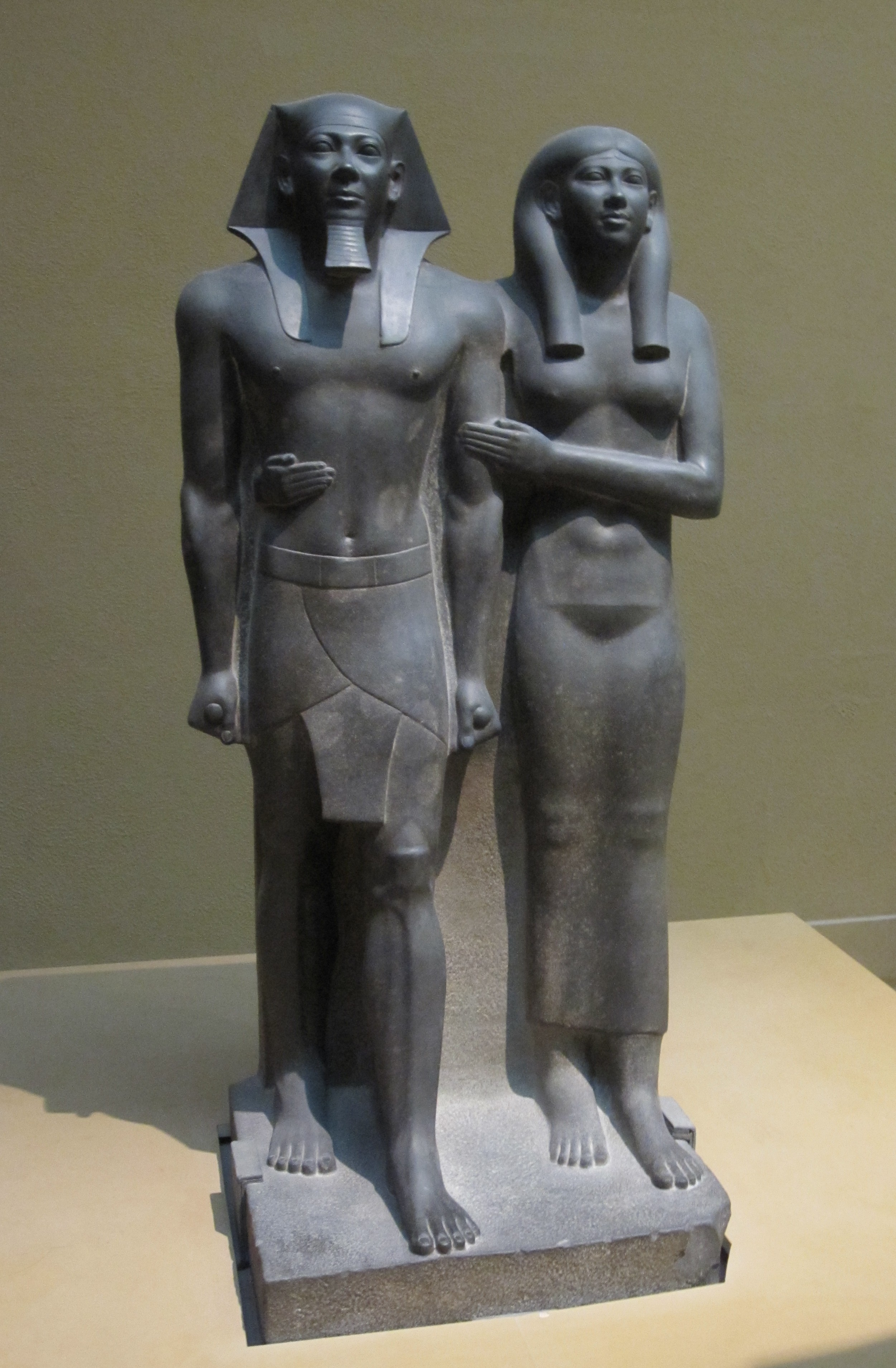
King Menkaura (Mycerinus) and queen, 2490–2472 BCE
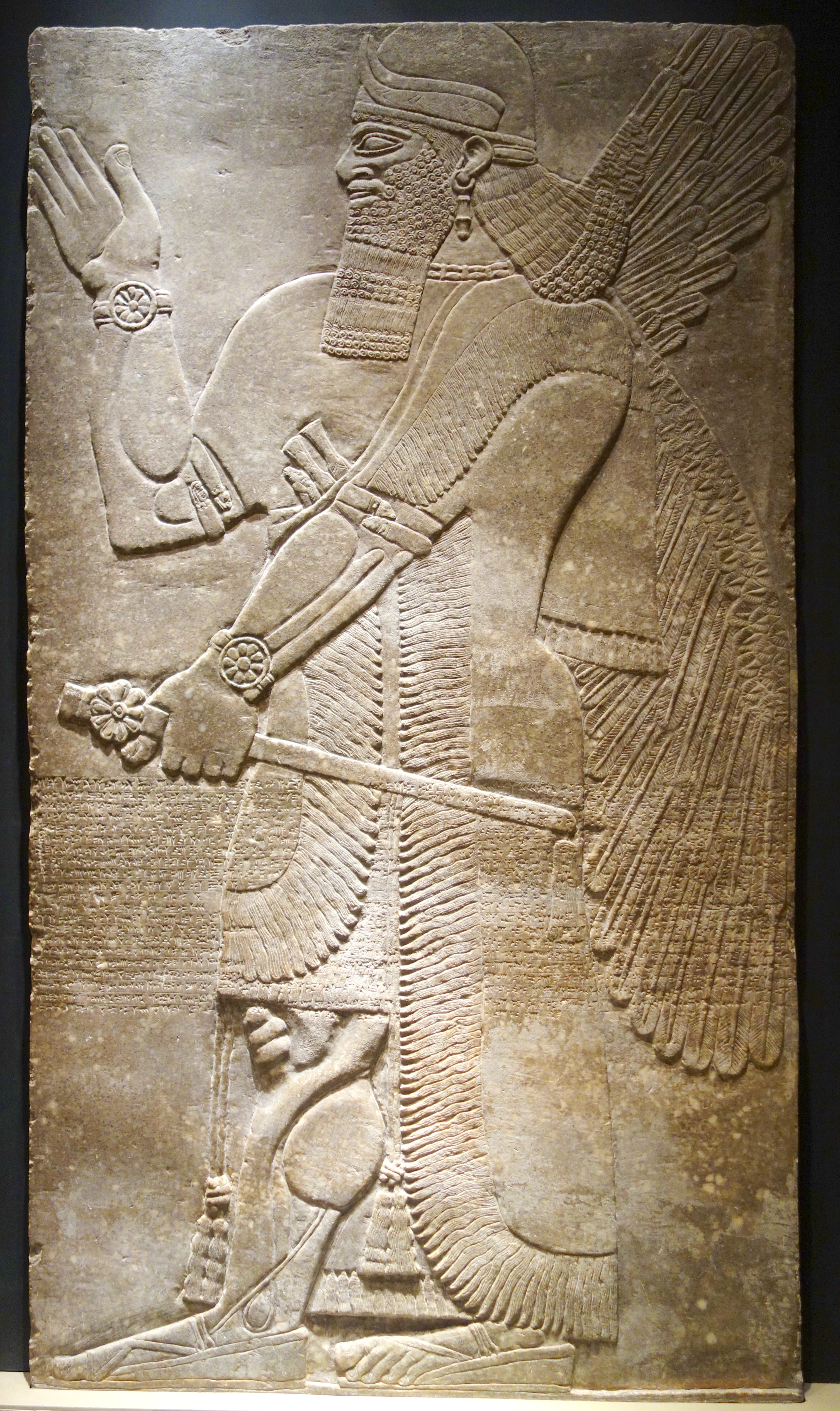
Winged Protective Deity, 883–859 BCE
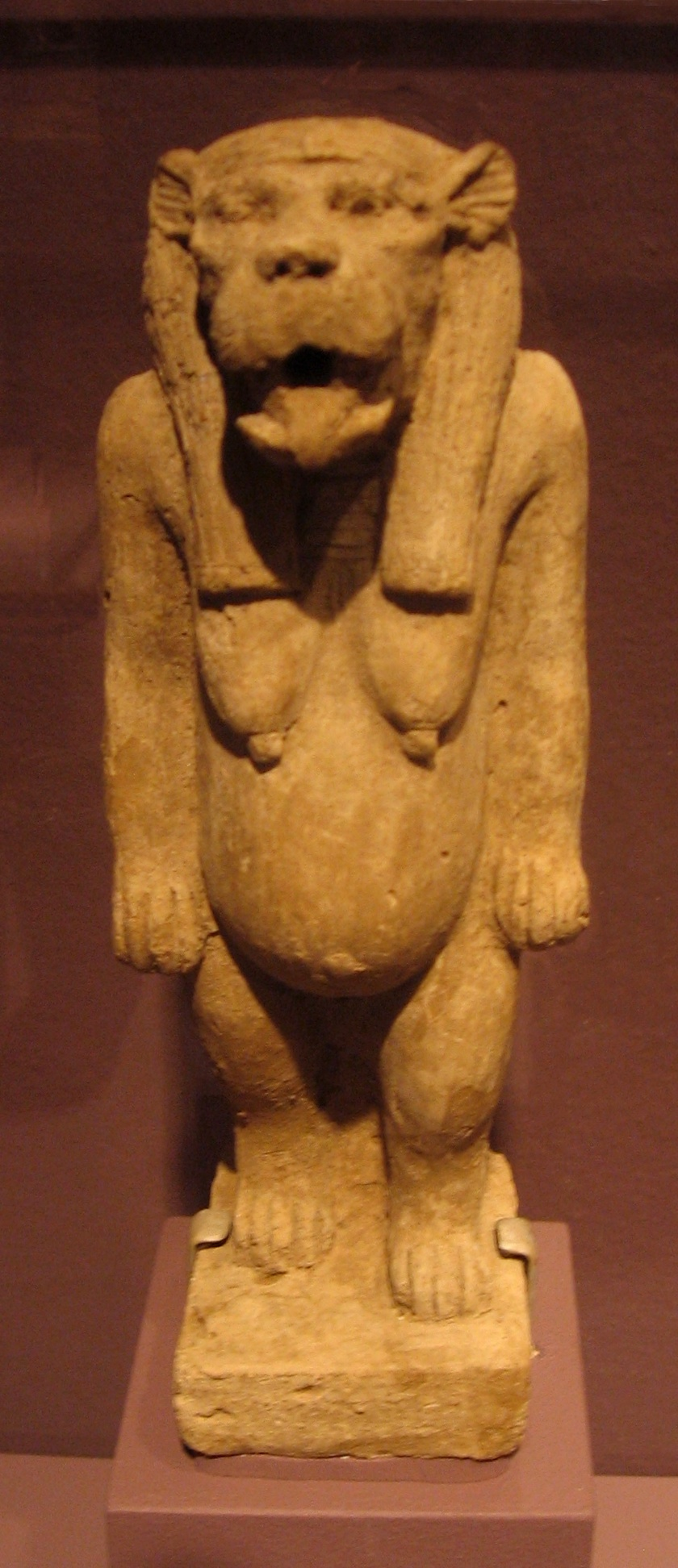
Goddess Tawaret, 623–595 BCE
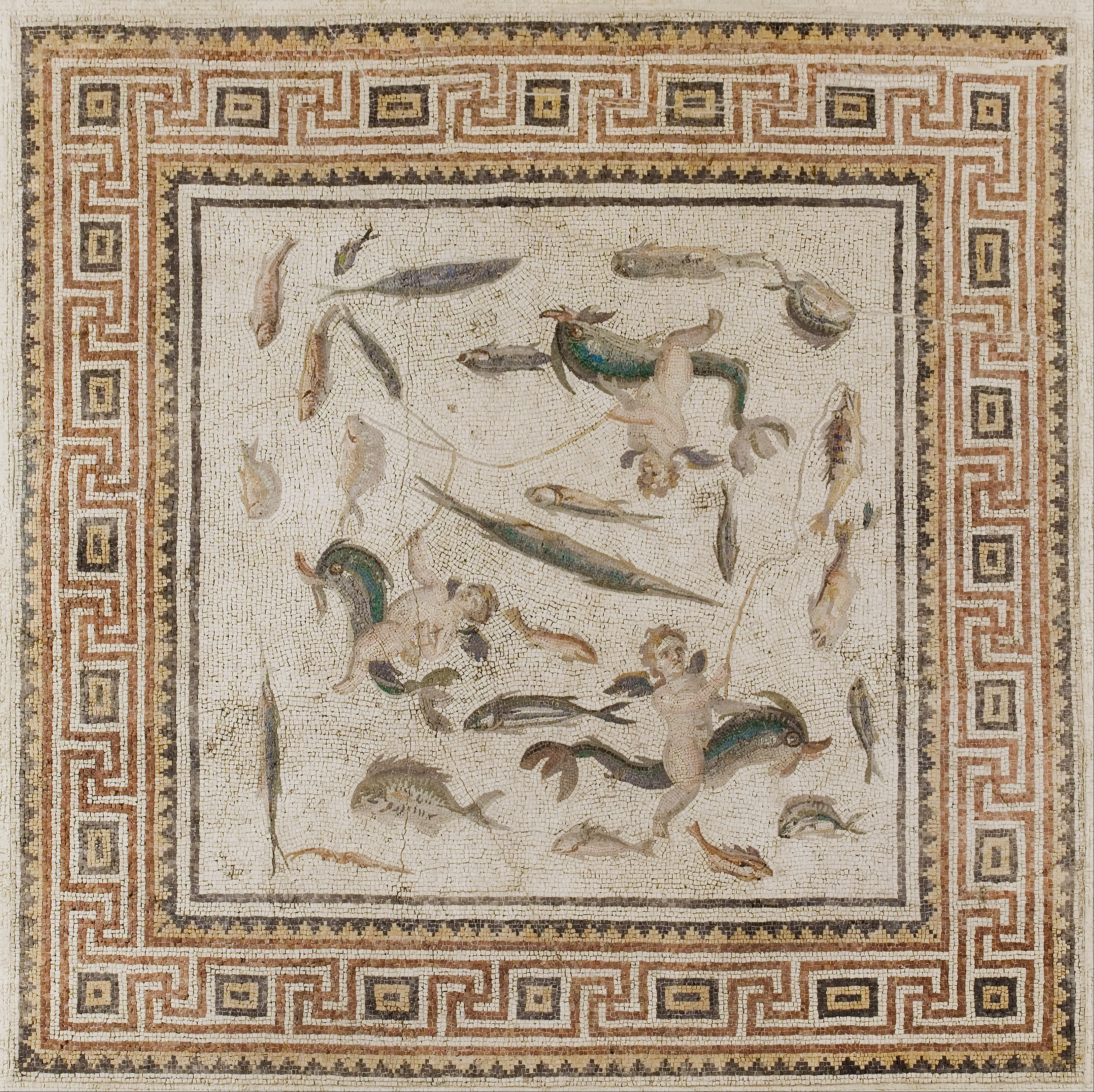
Marine Mosaic, 200–230 CE

## Nhân sự đáng chú ý

### Giám đốc
- Emil Otto Grundmann - Giám đốc đầu tiên
- Edward Robinson - Giám đốc thứ hai
- Arthur Fairbanks - Giám đốc thứ ba
- George Harold Edgell - Giám đốc thứ năm
- Perry T. Rathbone - Giám đốc thứ sáu
- Merrill C. Rueppel - Giám đốc thứ bảy
- Jan Fontein - Giám đốc thứ tám
- Alan Shestack - Giám đốc thứ chín
- Morton Golden - Giám đốc lâm thời 1993-1994
- Malcolm Rogers - Giám đốc thứ mười
- Matthew Teitelbaum - Giám đốc thứ mười một

### Giám tuyển
- Sylvester Rosa Koehler - Người quản lý bản in đầu tiên (1887–1900)
- Ernest Fenollosa - Giám tuyển Nghệ thuật Phương Đông (1890–1896)
- Benjamin Ives Gilman - Người phụ trách (1893–1894?); Thủ thư (1893–1904); Thư ký (1894–1925) Trợ lý Giám đốc (1901–1903); Giám đốc tạm thời (1907)
- Albert Lythgoe - Giám tuyển đầu tiên của Nghệ thuật Ai Cập (1902–1906) [16]
- Kakuzō Okakura - Giám tuyển Nghệ thuật Phương Đông (1904–1913)
- Fitzroy Carrington - Người quản lý các bản in (1912–1921)
- Ananda Coomaraswamy - Giám tuyển Nghệ thuật Phương Đông (1917–1933)
- William George Constable - Người quản lý tranh (1938–1957)
- Cornelius Clarkson Vermeule III - Người phụ trách nghệ thuật cổ điển (1957–1996)
- Jonathan Leo Fairbanks - Giám tuyển Nghệ thuật Trang trí và Điêu khắc Hoa Kỳ (1970–1999)
- Theodore Stebbins - Người quản lý Tranh Hoa Kỳ (1977–1999)
- Anne Poulet - Người phụ trách nghệ thuật điêu khắc và trang trí (1979–1999)